# Brazylia na Letnich Igrzyskach Olimpijskich 2016
Brazylię na Letnich Igrzyskach Olimpijskich 2016 w Rio de Janeiro reprezentowało 465 sportowców (256 mężczyzn i 209 kobiet). Był to 22. start reprezentacji Brazylii na letnich igrzyskach olimpijskich. Pod względem ilości zdobytych złotych medali, jak i ogólnej ilości medali, był to najlepszy wynik w historii występów na letnich olimpiadach. Brazylia była organizatorem tych igrzysk.

## Zdobyte medale
| Medal  | Zawodnik                                            | Dyscyplina        | Konkurencja                            | Wynik     | Data        |
| ------ | --------------------------------------------------- | ----------------- | -------------------------------------- | --------- | ----------- |
| Złoto  | Rafaela Silva                                       | Judo              | do 57 kg kobiet                        | –         | 8 sierpnia  |
| Złoto  | Thiago Braz da Silva                                | Lekkoatletyka     | Skok o tyczce mężczyzn                 | 6,03 m ·  | 15 sierpnia |
| Złoto  | Robson Conceição                                    | Boks              | waga lekka mężczyzn                    | –         | 16 sierpnia |
| Złoto  | Martine Grael Kahena Kunze                          | Żeglarstwo        | 49erFX                                 | 59.0      | 18 sierpnia |
| Złoto  | Alison Cerutti Bruno Schmidt                        | Siatkówka plażowa | Siatkówka plażowa mężczyzn             | –         | 18 sierpnia |
| Złoto  | Reprezentacja Brazylii U-23 w piłce nożnej mężczyzn | Piłka nożna       | Turniej mężczyzn                       | –         | 20 sierpnia |
| Złoto  | Reprezentacja Brazylii w piłce siatkowej mężczyzn   | Siatkówka halowa  | Turniej mężczyzn                       | –         | 21 sierpnia |
| Srebro | Felipe Wu                                           | Strzelectwo       | Pistolet pneumatyczny, 10 m, mężczyźni | 202,1     | 6 sierpnia  |
| Srebro | Diego Hypólito                                      | Gimnastyka        | Ćwiczenia wolne mężczyzn               | 15,533    | 14 sierpnia |
| Srebro | Arthur Zanetti                                      | Gimnastyka        | Ćwiczenia na kółkach mężczyzn          | 15,766    | 15 sierpnia |
| Srebro | Isaquias Queiroz                                    | Kajakarstwo       | C-1 1000 m mężczyzn                    | 3:58,529  | 16 sierpnia |
| Srebro | Ágatha Bednarczuk Bárbara Seixas                    | Siatkówka plażowa | Siatkówka plażowa kobiet               | –         | 17 sierpnia |
| Srebro | Isaquias Queiroz Erlon Silva                        | Kajakarstwo       | C-2 1000 m mężczyzn                    | 3:44,819  | 20 sierpnia |
| Brąz   | Mayra Aguiar                                        | Judo              | do 78 kg kobiet                        | –         | 11 sierpnia |
| Brąz   | Rafael Silva                                        | Judo              | powyżej 100 kg mężczyzn                | –         | 12 sierpnia |
| Brąz   | Arthur Mariano                                      | Gimnastyka        | Ćwiczenia wolne mężczyzn               | 15,433    | 14 sierpnia |
| Brąz   | Poliana Okimoto                                     | Pływanie          | 10 km na otwartym akwenie kobiet       | 1:56:51,4 | 15 sierpnia |
| Brąz   | Isaquias Queiroz                                    | Kajakarstwo       | C-1 200 m mężczyzn                     | 39,628    | 18 sierpnia |
| Brąz   | Maicon Siqueira                                     | Taekwondo         | powyżej 80 kg mężczyzn                 | –         | 20 sierpnia |

## Skład reprezentacji

### Badminton
| Zawodnik                | Konkurencja        | Faza grupowa                | Faza grupowa               | Faza grupowa     | Pozycja | 1/8              | Ćwierćfinały     | Półfinały        | Finał            | Finał   | Źródło |
| Zawodnik                | Konkurencja        | Przeciwnik Wynik            | Przeciwnik Wynik           | Przeciwnik Wynik | Pozycja | Przeciwnik Wynik | Przeciwnik Wynik | Przeciwnik Wynik | Przeciwnik Wynik | Pozycja | Źródło |
| ----------------------- | ------------------ | --------------------------- | -------------------------- | ---------------- | ------- | ---------------- | ---------------- | ---------------- | ---------------- | ------- | ------ |
| Ygor Coelho de Oliveira | gra pojedyncza (m) | Evans 1:2 (8-21,21-19,8-21) | Zwiebler 0:2 (12-21,12-21) | N/A              | 3.      | NQ               | NQ               | NQ               | NQ               | NQ      | [ 2 ]  |
| Lohaynny Vicente        | gra pojedyncza (k) | Nehwal 0:2 (17-21,17-21)    | Ulitina 0:2 (13-21,13-21)  | N/A              | 3.      | NQ               | NQ               | NQ               | NQ               | NQ      | [ 3 ]  |

### Boks
Mężczyźni
| Zawodnik            | Konkurencja          | 1/16                | 1/8              | Ćwierćfinał      | Półfinał         | Finał            | Finał   | Źródło |
| Zawodnik            | Konkurencja          | Przeciwnik Wynik    | Przeciwnik Wynik | Przeciwnik Wynik | Przeciwnik Wynik | Przeciwnik Wynik | Miejsce | Źródło |
| ------------------- | -------------------- | ------------------- | ---------------- | ---------------- | ---------------- | ---------------- | ------- | ------ |
| Patrick Lourenço    | waga papierowa       | Martínez P 0-3      | NQ               | NQ               | NQ               | NQ               | NQ      | [ 4 ]  |
| Julião Henriques    | waga musza           | Vargas P 0-2        | NQ               | NQ               | NQ               | NQ               | NQ      | [ 5 ]  |
| Robenílson de Jesus | waga kogucia         | Hammachi W 2-1      | Stevenson P 0-3  | NQ               | NQ               | NQ               | NQ      | [ 6 ]  |
| Robson Conceição    | waga lekka           | BYE                 | Jumusow W TKO    | Tojibayev W 3-0  | Álvarez W 3-0    | Oumiha W 3-0     | złoto   | [ 7 ]  |
| Joedison Teixeira   | waga lekkopółśrednia | Chadi W 2-1         | Gözgeç P 0-3     | NQ               | NQ               | NQ               | NQ      | [ 8 ]  |
| Michel Borges       | waga półciężka       | N’Dam N’Jikam W 3-0 | Sep W 3-0        | de la Cruz P 0-3 | NQ               | NQ               | NQ      | [ 9 ]  |
| Juan Nogueira       | waga ciężka          | Whateley W 3-0      | Tiszczenko P 0-3 | NQ               | NQ               | NQ               | NQ      | [ 10 ] |

Kobiety
| Zawodnik         | Konkurencja  | 1/8              | Ćwierćfinał      | Półfinał         | Finał            | Finał   | Źródło |
| Zawodnik         | Konkurencja  | Przeciwnik Wynik | Przeciwnik Wynik | Przeciwnik Wynik | Przeciwnik Wynik | Miejsce | Źródło |
| ---------------- | ------------ | ---------------- | ---------------- | ---------------- | ---------------- | ------- | ------ |
| Adriana Araújo   | waga lekka   | Potkonen P 1-2   | NQ               | NQ               | NQ               | NQ      | [ 11 ] |
| Andreia Bandeira | waga średnia | Bylon W 2-1      | Li P 0-3         | NQ               | NQ               | NQ      | [ 12 ] |

### Gimnastyka
Mężczyźni
| Zawodnik           | Konkurencja        | Kwalifikacje | Kwalifikacje | Kwalifikacje | Kwalifikacje | Kwalifikacje | Kwalifikacje | Kwalifikacje | Kwalifikacje | Finał    | Finał    | Finał    | Finał    | Finał    | Finał    | Finał   | Finał   | Źródło |
| Zawodnik           | Konkurencja        | Przyrząd     | Przyrząd     | Przyrząd     | Przyrząd     | Przyrząd     | Przyrząd     | Razem        | Pozycja      | Przyrząd | Przyrząd | Przyrząd | Przyrząd | Przyrząd | Przyrząd | Razem   | Pozycja | Źródło |
| Zawodnik           | Konkurencja        | F            | PH           | R            | V            | PB           | HB           | Razem        | Pozycja      | F        | PH       | R        | V        | PB       | HB       | Razem   | Pozycja | Źródło |
| ------------------ | ------------------ | ------------ | ------------ | ------------ | ------------ | ------------ | ------------ | ------------ | ------------ | -------- | -------- | -------- | -------- | -------- | -------- | ------- | ------- | ------ |
| Francisco Barretto | wielobój drużynowy | 13,433       | 14,533       | 14,200       | 14,200       | 14,900       | 15,266       | 86,532       | 18.          | N/A      | 14,400   | 14,400   | N/A      | 14,700   | 15,166   | N/A     | N/A     | [ 13 ] |
| Diego Hypólito     | wielobój drużynowy | 15,500       | N/A          | N/A          | 14,816       | N/A          | N/A          | N/A          | N/A          | 15,133   | N/A      | N/A      | 14,833   | N/A      | N/A      | N/A     | N/A     | [ 14 ] |
| Arthur Mariano     | wielobój drużynowy | 15,200       | 14,433       | 14,033       | 15,100       | 14,933       | 14,766       | 88,465       | 11.          | 14,500   | 14,400   | N/A      | 15,066   | 14,700   | 14,933   | N/A     | N/A     | [ 15 ] |
| Sérgio Sasaki      | wielobój drużynowy | 14,900       | 14,833       | 14,133       | 15,266       | 14,933       | 14,833       | 88,898       | 8.           | 12,100   | 14,633   | 14,366   | 15,133   | 15,133   | 14,566   | N/A     | N/A     | [ 16 ] |
| Arthur Zanetti     | wielobój drużynowy | N/A          | N/A          | 15,533       | N/A          | N/A          | N/A          | N/A          | N/A          | N/A      | N/A      | 15,566   | N/A      | N/A      | N/A      | N/A     | N/A     | [ 17 ] |
| Razem              | wielobój drużynowy | 45,600       | 43,799       | 43,866       | 45,182       | 44,766       | 44,865       | 268,078      | 6.           | 41,733   | 43,433   | 44,332   | 45,032   | 44,533   | 44,665   | 263,728 | 6.      | [ 18 ] |

| Zawodnik           | Konkurencja            | Kwalifikacje | Kwalifikacje | Kwalifikacje | Kwalifikacje | Kwalifikacje | Kwalifikacje | Kwalifikacje | Kwalifikacje | Finał    | Finał    | Finał    | Finał    | Finał    | Finał    | Finał  | Finał   | Źródło |
| Zawodnik           | Konkurencja            | Przyrząd     | Przyrząd     | Przyrząd     | Przyrząd     | Przyrząd     | Przyrząd     | Razem        | Pozycja      | Przyrząd | Przyrząd | Przyrząd | Przyrząd | Przyrząd | Przyrząd | Razem  | Pozycja | Źródło |
| Zawodnik           | Konkurencja            | F            | PH           | R            | V            | PB           | HB           | Razem        | Pozycja      | F        | PH       | R        | V        | PB       | HB       | Razem  | Pozycja | Źródło |
| ------------------ | ---------------------- | ------------ | ------------ | ------------ | ------------ | ------------ | ------------ | ------------ | ------------ | -------- | -------- | -------- | -------- | -------- | -------- | ------ | ------- | ------ |
| Sérgio Sasaki      | wielobój indywidualnie | 14,900       | 14,833       | 14,133       | 15,266       | 14,933       | 14,833       | 88,898       | 8.           | 14,833   | 14,766   | 14,433   | 15,200   | 14,966   | 15,000   | 89,198 | 9.      | [ 16 ] |
| Francisco Barretto | wielobój indywidualnie | 13,433       | 14,533       | 14,200       | 14,200       | 14,900       | 15,266       | 86,532       | 18.          | NQ       | NQ       | NQ       | NQ       | NQ       | NQ       | NQ     | NQ      | [ 13 ] |
| Arthur Mariano     | wielobój indywidualnie | 15,200       | 14,433       | 14,033       | 15,100       | 14,933       | 14,766       | 88,465       | 11.          | 15,133   | 13,400   | 14,133   | 14,766   | 14,633   | 15,266   | 87,331 | 17.     | [ 15 ] |
| Diego Hypólito     | Ćwiczenia wolne        | 15,500       | N/A          | N/A          | N/A          | N/A          | N/A          | 15,500       | 4.           | 15,533   | N/A      | N/A      | N/A      | N/A      | N/A      | 15,533 | srebro  | [ 14 ] |
| Arthur Mariano     | Ćwiczenia wolne        | 15,200       | N/A          | N/A          | N/A          | N/A          | N/A          | 15,200       | 9.           | 15,433   | N/A      | N/A      | N/A      | N/A      | N/A      | 15,433 | brąz    | [ 15 ] |
| Arthur Zanetti     | Kółka                  | N/A          | N/A          | 15,533       | N/A          | N/A          | N/A          | 15,533       | 5.           | N/A      | N/A      | 15,766   | N/A      | N/A      | N/A      | 15,766 | srebro  | [ 17 ] |
| Francisco Barretto | Drążek                 | N/A          | N/A          | N/A          | N/A          | N/A          | 15,266       | 15,266       | 5.           | N/A      | N/A      | N/A      | N/A      | N/A      | 15,208   | 15,208 | 5.      | [ 13 ] |

Kobiety
| Zawodniczka      | Konkurencja | Kwalifikacje | Kwalifikacje | Kwalifikacje | Kwalifikacje | Kwalifikacje | Kwalifikacje | Finał    | Finał    | Finał    | Finał    | Finał   | Finał   | Źródło |
| Zawodniczka      | Konkurencja | Przyrząd     | Przyrząd     | Przyrząd     | Przyrząd     | Razem        | Pozycja      | Przyrząd | Przyrząd | Przyrząd | Przyrząd | Razem   | Pozycja | Źródło |
| Zawodniczka      | Konkurencja | V            | UB           | BB           | F            | Razem        | Pozycja      | V        | UB       | BB       | F        | Razem   | Pozycja | Źródło |
| ---------------- | ----------- | ------------ | ------------ | ------------ | ------------ | ------------ | ------------ | -------- | -------- | -------- | -------- | ------- | ------- | ------ |
| Rebeca Andrade   | Wielobój    | 15,566       | 14,933       | 14,200       | 14,033       | 58,732       | 3.           | 14,400   | 14,900   | N/A      | 12,966   | N/A     | N/A     | [ 20 ] |
| Jade Barbosa     | Wielobój    | 14,900       | 14,266       | 13,600       | 13,733       | 56,499       | 23.          | 14,933   | 14,391   | 13,033   | 14,266   | N/A     | N/A     | [ 21 ] |
| Daniele Hypólito | Wielobój    | N/A          | N/A          | 14,266       | 12,400       | N/A          | N/A          | N/A      | N/A      | 14,133   | N/A      | [ 22 ]  |         |        |
| Lorrane Oliveira | Wielobój    | 14,833       | 14,158       | N/A          | N/A          | N/A          | N/A          | 14,566   | 14,166   | N/A      | N/A      | N/A     | N/A     | [ 23 ] |
| Flávia Saraiva   | Wielobój    | 14,633       | 12,733       | 15,133       | 14,033       | 56,532       | 17.          | N/A      | N/A      | 14,833   | 14,500   | N/A     | N/A     | [ 24 ] |
| Razem            | Wielobój    | 45,299       | 43,357       | 43,599       | 41,799       | 174,054      | 5.           | 44,899   | 43,457   | 41,999   | 41,732   | 172,087 | 8.      | [ 18 ] |

| Zawodniczka    | Konkurencja            | Kwalifikacje | Kwalifikacje | Kwalifikacje | Kwalifikacje | Kwalifikacje | Kwalifikacje | Finał     | Finał     | Finał     | Finał     | Finał  | Finał   | Źródło |
| Zawodniczka    | Konkurencja            | Przyrządy    | Przyrządy    | Przyrządy    | Przyrządy    | Razem        | Pozycja      | Przyrządy | Przyrządy | Przyrządy | Przyrządy | Razem  | Pozycja | Źródło |
| Zawodniczka    | Konkurencja            | V            | UB           | BB           | F            | Razem        | Pozycja      | V         | UB        | BB        | F         | Razem  | Pozycja | Źródło |
| -------------- | ---------------------- | ------------ | ------------ | ------------ | ------------ | ------------ | ------------ | --------- | --------- | --------- | --------- | ------ | ------- | ------ |
| Rebeca Andrade | wielobój indywidualnie | 15,566       | 14,933       | 14,200       | 14,033       | 58,732       | 3.           | 15,566    | 14,033    | 13,600    | 13,766    | 56,965 | 11.     | [ 21 ] |
| Jade Barbosa   | wielobój indywidualnie | 14,900       | 14,266       | 13,600       | 13,733       | 56,499       | 23.          | NQ        | NQ        | NQ        | NQ        | NQ     | NQ      | [ 22 ] |
| Flávia Saraiva | wielobój indywidualnie | 14,633       | 12,733       | 15,133       | 14,033       | 56,532       | 17.          | 0,000     | 0,000     | 13,700    | 7,500     | DNF    | 24.     | [ 24 ] |
| Flávia Saraiva | Równoważnia            | N/A          | N/A          | 15,133       | N/A          | 15,133       | 3.           | N/A       | N/A       | 14,533    | N/A       | 14,533 | 5.      | [ 24 ] |

#### Gimnastyka artystyczna
| Zawodnik                                                                         | Konkurencja           | Eliminacje | Eliminacje | Finał | Finał   | Źródło |
| Zawodnik                                                                         | Konkurencja           | Wynik      | Pozycja    | Wynik | Pozycja | Źródło |
| -------------------------------------------------------------------------------- | --------------------- | ---------- | ---------- | ----- | ------- | ------ |
| Natália Gaudio                                                                   | wielobój indywidualny | 65,532     | 23.        | NQ    | NQ      | [ 26 ] |
| Morgana Gmach Emanuelle Lima Jessica Maier Gabrielle da Silva Francielly Pereira | zawody drużynowe      | 32,649     | 9.         | NQ    | NQ      | [ 26 ] |

#### Skoki na trampolinie
| Zawodnik       | Konkurencja | Eliminacje        | Eliminacje    | Eliminacje | Eliminacje | Eliminacje | Finał    | Finał     | Finał  | Finał  | Finał   | Finał   | Źródło |
| Zawodnik       | Konkurencja | Układ obowiązkowy | Układ dowolny | Kara       | Razem      | Pozycja    | Trudność | Wykonanie | Lot    | Kara   | Łącznie | Pozycja | Źródło |
| Zawodnik       | Konkurencja | Punkty            | Punkty        | Punkty     | Punkty     | Pozycja    | Punkty   | Punkty    | Punkty | Punkty | Punkty  | Pozycja | Źródło |
| -------------- | ----------- | ----------------- | ------------- | ---------- | ---------- | ---------- | -------- | --------- | ------ | ------ | ------- | ------- | ------ |
| Rafael Andrade | mężczyźni   | 47,035            | 29,110        |            | 76,145     | 15.        | NQ       | NQ        | NQ     | NQ     | NQ      | NQ      | [ 27 ] |

### Golf
| Zawodnik          | Konkurencja | Runda 1 | Runda 2 | Runda 3 | Runda 4 | Łącznie | Łącznie | Łącznie | Źródło |
| Zawodnik          | Konkurencja | Wynik   | Wynik   | Wynik   | Wynik   | Wynik   | Par     | Pozycja | Źródło |
| ----------------- | ----------- | ------- | ------- | ------- | ------- | ------- | ------- | ------- | ------ |
| Adilson da Silva  | Mężczyźni   | 72      | 71      | 73      | 69      | 285     | + 1     | 39.     | [ 28 ] |
| Victoria Lovelady | kobiety     | 79      | 75      | 76      | 70      | 300     | +16     | 53.     | [ 28 ] |
| Miriam Nagl       | kobiety     | 79      | 77      | 72      | 70      | 298     | +14     | 52.     | [ 28 ] |

### Hokej na trawie
Turniej mężczyzn
- Reprezentacja mężczyzn

| - Thiago Bomfim - Bruno Mendonça - Joaquín Lopez - Adam Imer - André Patrocínio - Yuri van der Heijden - Stephane Vehrle-Smith - Matheus Borges |  | - Lucas Paixão - Bruno Paes - Ernst Rost-Onnes - Patrick van der Heijden - Rodrigo Steimbach - Christopher McPherson - Paulo Batista - Rodrigo Faustino |

Reprezentacja Brazylii brała udział w rozgrywkach grupy A turnieju olimpijskiego, zajmując w niej szóste miejsce i nie awansując do dalszych rozgrywek. Ostatecznie została sklasyfikowana na 12. miejscu.
Grupa A
| Drużyna         | M | Mecze | Mecze | Mecze | Bramki | Bramki | Bramki | Pkt |
| Drużyna         | M | W     | R     | P     | +      | –      | +/−    | Pkt |
| --------------- | - | ----- | ----- | ----- | ------ | ------ | ------ | --- |
| Belgia          | 5 | 4     | 0     | 1     | 21     | 5      | 16     | 12  |
| Hiszpania       | 5 | 3     | 1     | 1     | 13     | 6      | 7      | 10  |
| Australia       | 5 | 3     | 0     | 2     | 13     | 4      | 9      | 9   |
| Nowa Zelandia   | 5 | 2     | 1     | 2     | 17     | 8      | 9      | 7   |
| Wielka Brytania | 5 | 1     | 2     | 2     | 14     | 10     | 4      | 5   |
| Brazylia        | 5 | 0     | 0     | 5     | 1      | 46     | −45    | 0   |

| 6 sierpnia 2016 | Hiszpania | 7:0 | Brazylia |  |

| Godzina: 19:30 | Lleonart 16', 42' Oliva 35' Romeu 35', 52' Ruiz 45' Alegre 55' | Raport |  | Sędzia główny: Marcin Grochal Sędziowie liniowi: Chen Dekang |

| 7 sierpnia 2016 | Brazylia | 0:12 | Belgia |  |

| Godzina: 19:30 |  | Raport | van Aubel 12' van Doren 14', 54' Cosyns 18', 53' Denayer 25' Truyens 28' Boccard 33' Briels 34' Dockier 41' Charlier 48' Dohmen 51' | Sędzia główny: Germán Montes de Oca Sędziowie liniowi: Javed Shaikh |

| 9 sierpnia 2016 | Brazylia | 1:9 | Wielka Brytania |  |

| Godzina: 18:00 | Smith 4' | Raport | Dixon 9' Middleton 12', 54' Jackson 27', 57' Martin 37' Ward 47', 59' Gleghorne 56' | Sędzia główny: Chen Dekang Sędziowie liniowi: Coen van Bunge |

| 10 sierpnia 2016 | Nowa Zelandia | 9:0 | Brazylia |  |

| Godzina: 19:30 | Wilson 15', 19', 34', 41', Neal 21' Child 26' Russell 30' Jenness 46' Woods 58' | Raport |  | Sędzia główny: Javed Shaikh Sędziowie liniowi: Coen van Bunge |

| 12 sierpnia 2016 | Australia | 9:0 | Brazylia |  |

| Godzina: 20:30 | Dwyer 7', 9' Gohdes 11' Turner 20', 24', 27' Dawson 35' Blake Govers 45', 59' | Raport |  | Sędzia główny: Javed Shaikh Sędziowie liniowi: Lim Hong Zhen |

### Jeździectwo
Ujeżdżenie
| Zawodnik                                                               | Koń                      | Konkurencja      | Grand Prix | Grand Prix | Grand Prix Special | Grand Prix Special | Finał | Finał | Źródło |
| Zawodnik                                                               | Koń                      | Konkurencja      | Wynik      | Poz.       | Wynik              | Poz.               | Wynik | Poz.  | Źródło |
| ---------------------------------------------------------------------- | ------------------------ | ---------------- | ---------- | ---------- | ------------------ | ------------------ | ----- | ----- | ------ |
| Luiza Almeida                                                          | Ujeżdżenie indywidualnie | Vendaval         | 66,914     | 49.        | NQ                 | NQ                 | NQ    | NQ    | [ 29 ] |
| Pedro de Almeida                                                       | Ujeżdżenie indywidualnie | Xaparro do Vouga | 65,714     | 53.        | NQ                 | NQ                 | NQ    | NQ    | [ 29 ] |
| João Victor Marcari Oliva                                              | Ujeżdżenie indywidualnie | Xamã dos Pinhais | 68,071     | 46.        | NQ                 | NQ                 | NQ    | NQ    | [ 29 ] |
| Giovanna Pass                                                          | Ujeżdżenie indywidualnie | Zingaro de Lyw   | 67,700     | 47.        | NQ                 | NQ                 | NQ    | NQ    | [ 29 ] |
| Luiza Almeida Pedro de Almeida João Victor Marcari Oliva Giovanna Pass | drużynowo                | jak wyżej        | 67,562     | 10.        | NQ                 | NQ                 | NQ    | NQ    | [ 29 ] |

Skoki przez przeszkody
| Zawodnik                                                           | Konkurencja         | Koń                   | Runda 1 | Runda 1 | Runda 2 | Runda 2 | Runda 2 | Runda 3 | Runda 3 | Runda 3 | Finał   | Finał   | Finał   | Finał   | Finał | Finał | Źródło |
| Zawodnik                                                           | Konkurencja         | Koń                   | Runda 1 | Runda 1 | Runda 2 | Runda 2 | Runda 2 | Runda 3 | Runda 3 | Runda 3 | Runda A | Runda A | Runda B | Runda B | Razem | Razem | Źródło |
| Zawodnik                                                           | Konkurencja         | Koń                   | Błędy   | Poz.    | Błędy   | Razem   | Poz.    | Błędy   | Razem   | Poz.    | Błędy   | Poz.    | Błędy   | Poz.    | Błędy | Poz.  | Źródło |
| ------------------------------------------------------------------ | ------------------- | --------------------- | ------- | ------- | ------- | ------- | ------- | ------- | ------- | ------- | ------- | ------- | ------- | ------- | ----- | ----- | ------ |
| Stephan Barcha                                                     | Skoki indywidualnie | Landpeter do Feroleto | 0       | 1.      | DSQ     | DSQ     | DSQ     | DSQ     | DSQ     | DSQ     | DSQ     | DSQ     | DSQ     | DSQ     | DSQ   | DSQ   | [ 29 ] |
| Álvaro Doda de Miranda                                             | Skoki indywidualnie | Cornetto K            | 0       | 1.      | 0       | 0       | 1.      | 4       | 4       | 7.      | 4       | 16.     | 0       | 9.      | 4     | 9.    | [ 29 ] |
| Pedro Veniss                                                       | Skoki indywidualnie | Quabri de l’Isle      | 0       | 1.      | 0       | 0       | 1.      | 5       | 5       | 13.     | 4       | 16.     | 1       | 16.     | 5     | 16.   | [ 29 ] |
| Eduardo Menezes                                                    | Skoki indywidualnie | Quintol               | 4       | 27.     | 0       | 4       | 15.     | 4       | 8       | 18.     | 8       | 28.     | NQ      | NQ      | NQ    | NQ    | [ 29 ] |
| Stephan Barcha Álvaro Doda de Miranda Pedro Veniss Eduardo Menezes | Skoki drużynowo     | jak wyżej             | N/A     | N/A     | N/A     | N/A     | N/A     | N/A     | N/A     | N/A     | 0       | 1.      | 13      | 5.      | 13    | 5.    | [ 29 ] |

WKKW
| Zawodnik                                          | Konkurencja        | Koń                 | Ujeżdżenie | Cross country | Skoki (runda kwalifikacyjna) | Razem     | Skoki (runda finałowa) | Finał  | Pozycja | Źródło |
| ------------------------------------------------- | ------------------ | ------------------- | ---------- | ------------- | ---------------------------- | --------- | ---------------------- | ------ | ------- | ------ |
| Carlos Paro                                       | WKKW indywidualnie | Summon Up the Blood | 47,30      | 4,00          | 12,00                        | 63,30     | 12,00                  | 75,30  | 18.     | [ 29 ] |
| Mßrcio Jorge                                      | WKKW indywidualnie | Lissy Mac Wayer     | 50,00      | 20,00         | 10,00                        | 80,00     | 8,00                   | 88,00  | 25.     | [ 29 ] |
| Mßrcio Appel                                      | WKKW indywidualnie | Iberon Jmen         | 57,20      | 64,40         | 16,00                        | 137,60    | NQ                     | NQ     | 39.     | [ 29 ] |
| Ruy Fonseca                                       | WKKW indywidualnie | Tom Bombadill Too   | 46,80      | 112,00        | DNF                          | DNF       | DNF                    | DNF    | DNF     | [ 29 ] |
| Carlos Paro Mßrcio Jorge Mßrcio Appel Ruy Fonseca | drużynowo          | jak wyżej           | jak wyżej  | jak wyżej     | jak wyżej                    | jak wyżej | N/A                    | 280,90 | 7.      | [ 29 ] |

### Judo
Mężczyźni
| Zawodnik                    | Konkurencja | 1/32             | 1/16                     | 1/8                 | Ćwierćfinał       | Półfinał         | Repasaże          | Finał/ 3.miejsce    | Finał/ 3.miejsce | Źródło |
| Zawodnik                    | Konkurencja | Przeciwnik Wynik | Przeciwnik Wynik         | Przeciwnik Wynik    | Przeciwnik Wynik  | Przeciwnik Wynik | Przeciwnik Wynik  | Przeciwnik Wynik    | Pozycja          | Źródło |
| --------------------------- | ----------- | ---------------- | ------------------------ | ------------------- | ----------------- | ---------------- | ----------------- | ------------------- | ---------------- | ------ |
| Felipe Kitadai              | −60 kg      | BYE              | Khyar W 001-000          | Englmaier W 001-000 | Səfərov P 000-100 | NQ               | N/A               | Urozboyev P 000-100 | 5.               | [ 30 ] |
| Charles Chibana             | −66 kg      | BYE              | Ebinuma P 000-101        | NQ                  | NQ                | NQ               | NQ                | NQ                  | NQ               | [ 31 ] |
| Alex William Pombo da Silva | −73 kg      | BYE              | Saiyinjirigala P 000-001 | NQ                  | NQ                | NQ               | NQ                | NQ                  | NQ               | [ 32 ] |
| Victor Penalber             | −81 kg      | BYE              | August W 100-000         | Toma P 001-101      | NQ                | NQ               | NQ                | NQ                  | NQ               | [ 33 ] |
| Tiago Camilo                | −90 kg      | BYE              | Piontek W 101-000        | Mechdijew P 000-011 | NQ                | NQ               | NQ                | NQ                  | NQ               | [ 34 ] |
| Rafael Buzacarini           | −100 kg     | BYE              | Aprahamian W 100-000     | Haga W 000-000      | NQ                | NQ               | NQ                | NQ                  | NQ               | [ 35 ] |
| Rafael Silva                | +100 kg     | BYE              | Pileta W 110-000         | Saidow W 100-000    | Riner P 000-100   | NQ               | Mayer W 0001-0002 | Tangriyev W 100-000 | brąz             | [ 36 ] |

Kobiety
| Zawodniczka           | Konkurencja | 1/16                | 1/8                 | Ćwierćfinał         | Półfinał            | Repasaże            | Finał / 3.miejsce   | Finał / 3.miejsce | Źródła |
| Zawodniczka           | Konkurencja | Przeciwniczka Wynik | Przeciwniczka Wynik | Przeciwniczka Wynik | Przeciwniczka Wynik | Przeciwniczka Wynik | Przeciwniczka Wynik | Pozycja           | Źródła |
| --------------------- | ----------- | ------------------- | ------------------- | ------------------- | ------------------- | ------------------- | ------------------- | ----------------- | ------ |
| Sarah Menezes         | 48 kg       | BYE                 | Van Snick W 001-000 | Mestre P 000-000    | NQ                  | Uranceceg P 000-100 | NQ                  | NQ                | [ 37 ] |
| Érika Miranda         | 52 kg       | BYE                 | Ayari W 100-000     | Ma P 000-100        | NQ                  | Chițu W 100-010     | Nakamura P 000-010  | 5.                | [ 38 ] |
| Rafaela Silva         | 57 kg       | Roper W 100-000     | Kim W 010-000       | Karakas W 010-000   | Căprioriu W 010-000 | N/A                 | Sumiyaa W 010-000   | złoto             | [ 39 ] |
| Mariana Silva         | 63 kg       | Szögedi W 100-000   | Trajdos W 000-000   | Dżerbi W 000-000    | Trstenjak 000-101   | N/A                 | van Emden P 000-001 | 5.                | [ 40 ] |
| Maria Portela         | – 70 kg     | Niang W 001-000     | Graf P 000-000      | NQ                  | NQ                  | NQ                  | NQ                  | NQ                | [ 41 ] |
| Mayra Aguiar          | 78 kg       | BYE                 | Giambelli W 100-000 | Malzahn W 000-000   | Tcheuméo P 000-000  | N/A                 | Castillo W 001-000  | brąz              | [ 42 ] |
| Maria Suelen Altheman | +78 kg      | BYE                 | Kim P 000-000       | NQ                  | NQ                  | NQ                  | NQ                  | NQ                | [ 43 ] |

### Kajakarstwo
Mężczyźni
| Zawodnik                                                          | Konkurencja | Eliminacje | Eliminacje | Półfinały | Półfinały | Finał    | Finał   | Pozycja | Źródło |
| Zawodnik                                                          | Konkurencja | Czas       | Pozycja    | Czas      | Pozycja   | Czas     | Pozycja | Pozycja | Źródło |
| ----------------------------------------------------------------- | ----------- | ---------- | ---------- | --------- | --------- | -------- | ------- | ------- | ------ |
| Edson Silva                                                       | K-1 200m    | 35,665     | 7.         | NQ        | NQ        | NQ       | NQ      | NQ      | [ 44 ] |
| Edson Silva Gilvan Ribeiro                                        | K-2 200m    | 33,021     | 5.         | 33,359    | 4.        | 33,992   | 2. (B)  | 10.     | [ 44 ] |
| Roberto Maehler Vagner Junior Souta Celso Oliveira Gilvan Ribeiro | K-4 1000m   | 3:04,376   | 6.         | 3:09,220  | 6.        | 3:13,337 | 5. (B)  | 13.     | [ 44 ] |
| Isaquias Queiroz                                                  | C-1 200m    | 40,522     | 2.         | 39,659    | 1.        | 39,628   | 3. (A)  | brąz    | [ 44 ] |
| Isaquias Queiroz                                                  | C-1 1000m   | 3:59,615   | 1.         | N/A       | N/A       | 3:58,529 | 2. (A)  | srebro  | [ 44 ] |
| Erlon Silva Isaquias Queiroz                                      | C-2 1000m   | 3:33,269   | 1.         | NQ        | NQ        | 3:44,819 | 2. (A)  | srebro  | [ 44 ] |

Kobiety
| Zawodniczka       | Konkurencja | Eliminacje | Eliminacje | Półfinały | Półfinały | Finał | Finał   | Pozycja | Źródło |
| Zawodniczka       | Konkurencja | Czas       | Pozycja    | Czas      | Pozycja   | Czas  | Pozycja | Pozycja | Źródło |
| ----------------- | ----------- | ---------- | ---------- | --------- | --------- | ----- | ------- | ------- | ------ |
| Ana Paula Vergutz | K-1 200m    | 44,239     | 6.         | 44,362    | 8.        | NQ    | NQ      | NQ      | [ 45 ] |
| Ana Paula Vergutz | K-1 500m    | 2:00,680   | 6.         | NQ        | NQ        | NQ    | NQ      | NQ      | [ 45 ] |

### Kajakarstwo górskie
Mężczyźni
| Zawodnik                         | Konkurencja | Eliminacje | Eliminacje | Eliminacje | Eliminacje | Eliminacje | Eliminacje | Półfinały | Półfinały | Finał | Finał   | Pozycja | Źródło |
| Zawodnik                         | Konkurencja | P 1        | M.         | P 2        | M.         | Razem      | M.         | Czas      | Miejsce   | Czas  | Miejsce | Pozycja | Źródło |
| -------------------------------- | ----------- | ---------- | ---------- | ---------- | ---------- | ---------- | ---------- | --------- | --------- | ----- | ------- | ------- | ------ |
| Pedro da Silva                   | K-1 (m)     | 88,48      | 2.         | 90,61      | 7.         | 88,48      | 5.         | 95,68     | 10.       | 91,54 | 6.      | 6.      | [ 46 ] |
| Felipe Borges                    | C-1 (m)     | 122,30     | 19.        | 105,14     | 14.        | 105,14     | 16.        | NQ        | NQ        | NQ    | NQ      | NQ      | [ 46 ] |
| Charles Corrêa Anderson Oliveira | C-2 (m)     | 107,71     | 7.         | 106,14     | 4.         | 106,14     | 7.         | 116,49    | 11.       | NQ    | NQ      | NQ      | [ 46 ] |
| Ana Sátila                       | K-1 (k)     | 110,80     | 12.        | 149,12     | 17.        | 110,80     | 17.        | NQ        | NQ        | NQ    | NQ      | NQ      | [ 47 ] |

### Kolarstwo

#### Kolarstwo szosowe
| Zawodnik           | Konkurencja                    | Czas    | Pozycja | Źródło |
| ------------------ | ------------------------------ | ------- | ------- | ------ |
| Murilo Fischer     | wyścig ze startu wspólnego (m) | 6:41:52 | PLC     | [ 48 ] |
| Kléber Ramos       | wyścig ze startu wspólnego (m) | DNF     | DNF     | [ 48 ] |
| Flavia Oliveira    | wyścig ze startu wspólnego (k) | 3:51:47 | 7.      | [ 49 ] |
| Clemilda Fernandes | wyścig ze startu wspólnego (k) | 4:14:39 | PLC     | [ 49 ] |

#### Kolarstwo torowe
Omnium
| Zawodnik         | Konkurencja | Scratch | Scratch | Wyścig na dochodzenie | Wyścig na dochodzenie | Wyścig na dochodzenie | Wyścig eliminacyjny | Wyścig eliminacyjny | Wyścig na 500 m | Wyścig na 500 m | Wyścig na 500 m | Okrążenie start lotny | Okrążenie start lotny | Okrążenie start lotny | Wyścig punktowy | Wyścig punktowy | Suma punktów | Pozycja | Źródło |
| Zawodnik         | Konkurencja | Pozycja | Punkty  | Czas                  | Pozycja               | Punkty                | Pozycja             | Punkty              | Czas            | Pozycja         | Punkty          | Czas                  | Pozycja               | Punkty                | Punkty          | Pozycja         | Suma punktów | Pozycja | Źródło |
| ---------------- | ----------- | ------- | ------- | --------------------- | --------------------- | --------------------- | ------------------- | ------------------- | --------------- | --------------- | --------------- | --------------------- | --------------------- | --------------------- | --------------- | --------------- | ------------ | ------- | ------ |
| Gideoni Monteiro | mężczyźni   | 14.     | 14      | 4:25,808              | 9.                    | 24                    | 6.                  | 30                  | 1:05,505        | 16.             | 10              | 13,569                | 15.                   | 12                    | 4               | 9               | 94           | 13.     | [ 50 ] |

#### Kolarstwo górskie
| Zawodnik          | Konkurencja       | Czas    | Pozycja | Źródło |
| ----------------- | ----------------- | ------- | ------- | ------ |
| Raiza Goulão      | cross-country (k) | 1:39:21 | 20.     | [ 51 ] |
| Henrique Avancini | cross-country (m) | 1:41,18 | 23.     | [ 51 ] |
| Rubens Donizete   | cross-country (m) | 1:44:01 | 30.     | [ 51 ] |

#### Kolarstwo BMX
| Zawodniczka        | Konkurencja | Eliminacje | Eliminacje | Ćwierćfinał | Ćwierćfinał | Półfinał | Półfinał | Finał | Finał   | Źródło |
| Zawodniczka        | Konkurencja | Wynik      | Miejsce    | Wynik       | Miejsce     | Wynik    | Miejsce  | Wynik | Miejsce | Źródło |
| ------------------ | ----------- | ---------- | ---------- | ----------- | ----------- | -------- | -------- | ----- | ------- | ------ |
| Priscilla Carnaval | kobiety     | 37,534     | 15.        | N/A         | N/A         | 22       | 8.       | NQ    | NQ      | [ 52 ] |
| Renato Rezende     | mężczyźni   | 35,404     | 15.        | 19          | 8.          | NQ       | NQ       | NQ    | NQ      | [ 53 ] |

### Koszykówka
Turniej kobiet
- Reprezentacja kobiet

| - Adriana Moisés Pinto - Tainá Paixão - Joice Rodrigues - Palmira Marçal - Izi Castro Marques - Isabela Ramona |  | - Tatiane Pacheco - Clarissa dos Santos - Damiris Dantas - Nádia Colhado - Érika de Souza - Kelly Santos |

Reprezentacja Brazylii brała udział w rozgrywkach grupy A turnieju olimpijskiego, zajmując w niej 6. miejsce i nie awansując do dalszych rozgrywek. Ostatecznie została sklasyfikowana na 11. miejscu.
Grupa A
| Drużyna   | M | Mecze | Mecze | Punkty | Punkty | Punkty | Pkt |
| Drużyna   | M | W     | P     | +      | –      | +/−    | Pkt |
| --------- | - | ----- | ----- | ------ | ------ | ------ | --- |
| Australia | 5 | 5     | 0     | 400    | 345    | 55     | 10  |
| Francja   | 5 | 3     | 2     | 344    | 343    | 1      | 8   |
| Turcja    | 5 | 3     | 2     | 324    | 325    | −1     | 8   |
| Japonia   | 5 | 3     | 2     | 386    | 378    | 8      | 8   |
| Białoruś  | 5 | 1     | 4     | 374    | 361    | −14    | 6   |
| Brazylia  | 5 | 0     | 5     | 335    | 384    | −49    | 5   |

| 6 sierpnia 201617:30 | Brazylia                                   | 66:84(24:14, 15:21, 14:22, 13:27) | Australia                                  | Youth Arena, Rio de Janeiro Widzów: 2368 Sędzia: * Ilija Belošević - Karen Lasuik - Piotr Pastusiak |
| 6 sierpnia 201617:30 | Pkt:Marques 25 Zb:dos Santos 13 As:Pinto 7 | 66:84(24:14, 15:21, 14:22, 13:27) | Pkt:Cambage 20 Zb:Cambage 14 As:Mitchell 6 | Youth Arena, Rio de Janeiro Widzów: 2368 Sędzia: * Ilija Belošević - Karen Lasuik - Piotr Pastusiak |

| 8 sierpnia 201617:30 | Japonia                                       | 82:66(19:20, 28:13, 26:19, 9:14) | Brazylia                                   | Youth Arena, Rio de Janeiro Widzów: 2624 Sędzia: * José Reyes - Carlos Peruga - Nadege Zouzou |
| 8 sierpnia 201617:30 | Pkt:Tokashiki 23 Zb:Tokashiki 9 As:Yoshida 11 | 82:66(19:20, 28:13, 26:19, 9:14) | Pkt:Marques 20 Zb:dos Santos 16 As:Pinto 6 | Youth Arena, Rio de Janeiro Widzów: 2624 Sędzia: * José Reyes - Carlos Peruga - Nadege Zouzou |

| 9 sierpnia 201615:30 | Brazylia                                  | 63:65(28:15, 12:19, 10:15, 13:15) | Białoruś                                                 | Youth Arena, Rio de Janeiro Widzów: 2075 Sędzia: * Sreten Radović - Natalia Cuello - Leandro Lezcano |
| 9 sierpnia 201615:30 | Pkt:Dantas 23 Zb:dos Santos 11 As:Pinto 4 | 63:65(28:15, 12:19, 10:15, 13:15) | Pkt:Troina 18 Zb:Leuczanka, Wieramiejenka 6 As:Harding 6 | Youth Arena, Rio de Janeiro Widzów: 2075 Sędzia: * Sreten Radović - Natalia Cuello - Leandro Lezcano |

| 11 sierpnia 201615:30 | Francja                              | 74:64(20:20, 15:9, 22:19, 17:16) | Brazylia                                            | Youth Arena, Rio de Janeiro Widzów: 3128 Sędzia: * Juan Carlos García - Karen Lasuik - Ferdinand Pascual |
| 11 sierpnia 201615:30 | Pkt:Skrela 16 Zb:Gruda 8 As:Époupa 4 | 74:64(20:20, 15:9, 22:19, 17:16) | Pkt:Dantas 29 Zb:dos Santos 8 As:trzy zawodniczki 3 | Youth Arena, Rio de Janeiro Widzów: 3128 Sędzia: * Juan Carlos García - Karen Lasuik - Ferdinand Pascual |

| 13 sierpnia 201615:30 | Turcja                                  | 79:76 (pd.)(8:15, 12:21, 21:11, 19:13, dogr. 10:10, 9:5) | Brazylia                                     | Youth Arena, Rio de Janeiro Widzów: 3075 Sędzia: * Juan Carlos García - Hwang In-tae - Piotr Pastusiak |
| 13 sierpnia 201615:30 | Pkt:Sanders 23 Zb:Sanders 10 As:Alben 5 | 79:76 (pd.)(8:15, 12:21, 21:11, 19:13, dogr. 10:10, 9:5) | Pkt:Marques 22 Zb:dos Santos 12 As:Marques 8 | Youth Arena, Rio de Janeiro Widzów: 3075 Sędzia: * Juan Carlos García - Hwang In-tae - Piotr Pastusiak |

Turniej mężczyzn
- Reprezentacja mężczyzn

| - Raulzinho Neto - Cristiano Felício - Vitor Benite - Marcelinho Huertas - Alex Garcia - Guilherme Giovannoni |  | - Nenê - Marquinhos Souza - Leandro Barbosa - Augusto Lima - Rafael Hettsheimeir - Rafael Luz |

Reprezentacja Brazylii brała udział w rozgrywkach grupy B turnieju olimpijskiego, zajmując w niej 5. miejsce i nie awansując do dalszych rozgrywek. Ostatecznie została sklasyfikowana na miejscu 9.
Grupa B
| Drużyna   | M | Mecze | Mecze | Punkty | Punkty | Punkty | Pkt |
| Drużyna   | M | W     | P     | +      | –      | +/−    | Pkt |
| --------- | - | ----- | ----- | ------ | ------ | ------ | --- |
| Chorwacja | 5 | 3     | 2     | 400    | 407    | −7     | 8   |
| Hiszpania | 5 | 3     | 2     | 432    | 357    | 75     | 8   |
| Litwa     | 5 | 3     | 2     | 392    | 428    | −36    | 8   |
| Argentyna | 5 | 3     | 2     | 441    | 428    | 13     | 8   |
| Brazylia  | 5 | 2     | 3     | 411    | 407    | 4      | 7   |
| Nigeria   | 5 | 1     | 4     | 392    | 441    | −49    | 6   |

Źródło:
| 7 sierpnia 201614:15 | Brazylia                              | 76:82(17:27, 12:31, 23:12, 24:12) | Litwa                                         | Carioca Arena 1, Rio de Janeiro Sędzia: * Eddie Viator - Steven Anderson - José Reyes |
| 7 sierpnia 201614:15 | Pkt:Barbosa 21 Zb:Nenê 8 As:Huertas 3 | 76:82(17:27, 12:31, 23:12, 24:12) | Pkt:Kalnietis 16 Zb:Jankūnas 7 As:Kalnietis 8 | Carioca Arena 1, Rio de Janeiro Sędzia: * Eddie Viator - Steven Anderson - José Reyes |

| 9 sierpnia 201614:15 | Hiszpania                               | 65:66(13:18, 18:16, 14:19, 20:13) | Brazylia                               | Carioca Arena 1, Rio de Janeiro Sędzia: * Ilija Belošević - Damir Javor - Roberto Vázquez |
| 9 sierpnia 201614:15 | Pkt:Gasol 13 Zb:Gasol 10 As:Rodríguez 5 | 65:66(13:18, 18:16, 14:19, 20:13) | Pkt:Huertas 11 Zb:Lima 10 As:Huertas 7 | Carioca Arena 1, Rio de Janeiro Sędzia: * Ilija Belošević - Damir Javor - Roberto Vázquez |

| 11 sierpnia 201614:15 | Brazylia                              | 76:80(17:19, 14:22, 19:18, 26:21) | Chorwacja                              | Carioca Arena 1, Rio de Janeiro Sędzia: * Borys Ryzhyk - Oļegs Latiševs - Roberto Vázquez |
| 11 sierpnia 201614:15 | Pkt:Barbosa 16 Zb:Lima 6 As:Huertas 9 | 76:80(17:19, 14:22, 19:18, 26:21) | Pkt:Bogdanović 33 Zb:Šarić 7 As:Ukić 4 | Carioca Arena 1, Rio de Janeiro Sędzia: * Borys Ryzhyk - Oļegs Latiševs - Roberto Vázquez |

| 13 sierpnia 201614:15 | Argentyna                                   | 111:107 (pd.)(28:19, 16:33, 23:20, 18:13, dogr. 10:10, 16:12) | Brazylia                         | Carioca Arena 1, Rio de Janeiro Sędzia: * Christos Christodoulou - José Reyes - Stephen Seibel |
| 13 sierpnia 201614:15 | Pkt:Nocioni 37 Zb:Nocioni 11 As:Campazzo 11 | 111:107 (pd.)(28:19, 16:33, 23:20, 18:13, dogr. 10:10, 16:12) | Pkt:Nenê 24 Zb:Nenê 11 As:Neto 4 | Carioca Arena 1, Rio de Janeiro Sędzia: * Christos Christodoulou - José Reyes - Stephen Seibel |

| 15 sierpnia 201614:15 | Nigeria                                                     | 69:86(16:15, 15:27, 21:17, 17:27) | Brazylia                            | Carioca Arena 1, Rio de Janeiro Sędzia: * Ilija Belošević - Robert Lottermoser - Ferdinand Pascual |
| 15 sierpnia 201614:15 | Pkt:Akognon 16 Zb:Aminu 7 As:czterech zawodników po 2 każdy | 69:86(16:15, 15:27, 21:17, 17:27) | Pkt:Nenê 19 Zb:Nenê 7 As:Huertas 11 | Carioca Arena 1, Rio de Janeiro Sędzia: * Ilija Belošević - Robert Lottermoser - Ferdinand Pascual |

### Lekkoatletyka
Mężczyźni
Konkurencje biegowe
| Zawodnik                                                                                   | Konkurencja           | Eliminacje | Eliminacje | Ćwierćfinał | Ćwierćfinał | Półfinał | Półfinał | Finał   | Finał   | Źródło |
| Zawodnik                                                                                   | Konkurencja           | Wynik      | Miejsce    | Wynik       | Miejsce     | Wynik    | Miejsce  | Wynik   | Miejsce | Źródło |
| ------------------------------------------------------------------------------------------ | --------------------- | ---------- | ---------- | ----------- | ----------- | -------- | -------- | ------- | ------- | ------ |
| Vítor Hugo dos Santos                                                                      | 100 m                 | BYE        | BYE        | 10,36       | 48.         | NQ       | NQ       | NQ      | NQ      | [ 65 ] |
| Aldemir da Silva Junior                                                                    | 200 m                 | 20,80      | 61.        | N/A         | N/A         | NQ       | NQ       | NQ      | NQ      | [ 66 ] |
| Bruno de Barros                                                                            | 200 m                 | 20,59      | 43.        | N/A         | N/A         | NQ       | NQ       | NQ      | NQ      | [ 66 ] |
| Jorge Vides                                                                                | 200 m                 | 20,50      | 33.        | N/A         | N/A         | NQ       | NQ       | NQ      | NQ      | [ 66 ] |
| Hederson Estefani                                                                          | 400 m                 | 46,68      | 41.        | N/A         | N/A         | NQ       | NQ       | NQ      | NQ      | [ 67 ] |
| Kléberson Davide                                                                           | 800 m                 | 1:46,14    | 10.        | N/A         | N/A         | 1:46,19  | 19.      | NQ      | NQ      | [ 68 ] |
| Lutimar Paes                                                                               | 800 m                 | 1:48,38    | 32.        | N/A         | N/A         | NQ       | NQ       | NQ      | NQ      | [ 68 ] |
| Thiago André                                                                               | 1500 m                | 3:44,11    | 22.        | N/A         | N/A         | NQ       | NQ       | NQ      | NQ      | [ 69 ] |
| João Vítor de Oliveira                                                                     | 110 m przez płotki    | 13,63      | 19.        | N/A         | N/A         | 13,85    | 22.      | NQ      | NQ      | [ 70 ] |
| Éder Antônio Souza                                                                         | 110 m przez płotki    | 13,61      | 17.        | N/A         | N/A         | DSQ      | DSQ      | NQ      | NQ      | [ 70 ] |
| Mahau Suguimati                                                                            | 400 m przez płotki    | 49,77      | 29.        | N/A         | N/A         | 49,77    | 22.      | NQ      | NQ      | [ 71 ] |
| Márcio Teles                                                                               | 400 m przez płotki    | 50,41      | 39.        | N/A         | N/A         | N/Q      | N/Q      | N/Q     | N/Q     | [ 71 ] |
| Altobeli da Silva                                                                          | 3000 m z przeszkodami | 8:26,59    | 13.        | N/A         | N/A         | N/A      | N/A      | 8:26,30 | 9.      | [ 72 ] |
| Solonei da Silva                                                                           | maraton               | N/A        | N/A        | N/A         | N/A         | N/A      | N/A      | 2:22:05 | 78.     | [ 73 ] |
| Marílson dos Santos                                                                        | maraton               | N/A        | N/A        | N/A         | N/A         | N/A      | N/A      | 2:19:09 | 59.     | [ 73 ] |
| Paulo Roberto Paula                                                                        | maraton               | N/A        | N/A        | N/A         | N/A         | N/A      | N/A      | 2:13:56 | 15.     | [ 73 ] |
| Vítor Hugo dos Santos Bruno de Barros Jorge Vides Ricardo de Souza                         | sztafeta 4 × 100 m    | 38,19      | 8.         | N/A         | N/A         | N/A      | N/A      | 38,41   | 6.      | [ 74 ] |
| Hederson Estefani Pedro Luiz de Oliveira Alexander Russo Peterson dos Santos Hugo de Sousa | sztafeta 4 × 400 m    | 3:00,43    | 8.         | N/A         | N/A         | N/A      | N/A      | 3:03,28 | 8.      | [ 75 ] |
| José Alessandro Bagio                                                                      | chód na 20 km         | N/A        | N/A        | N/A         | N/A         | N/A      | N/A      | DNF     | DNF     | [ 76 ] |
| Caio Bonfim                                                                                | chód na 20 km         | N/A        | N/A        | N/A         | N/A         | N/A      | N/A      | 1:19:42 | 4.      | [ 76 ] |
| Moacir Zimmermann                                                                          | chód na 20 km         | N/A        | N/A        | N/A         | N/A         | N/A      | N/A      | 1:33:59 | 63.     | [ 76 ] |
| Caio Bonfim                                                                                | chód na 50 km         | N/A        | N/A        | N/A         | N/A         | N/A      | N/A      | 3:47:02 | 9.      | [ 77 ] |
| Mário dos Santos                                                                           | chód na 50 km         | N/A        | N/A        | N/A         | N/A         | N/A      | N/A      | DNF     | DNF     | [ 77 ] |
| Jonathan Rieckmann                                                                         | chód na 50 km         | N/A        | N/A        | N/A         | N/A         | N/A      | N/A      | 4:01:52 | 29.     | [ 77 ] |

Konkurencje techniczne
| Zawodnik                | Konkurencja    | Kwalifikacje | Kwalifikacje | Finał  | Finał   | Źródło |
| Zawodnik                | Konkurencja    | Wynik        | Miejsce      | Wynik  | Miejsce | Źródło |
| ----------------------- | -------------- | ------------ | ------------ | ------ | ------- | ------ |
| Darlan Romani           | pchnięcie kulą | 20,94        | 3.           | 21,02  | 5.      | [ 78 ] |
| Higor Alves             | skok w dal     | 7,59         | 28.          | NQ     | NQ      | [ 79 ] |
| Júlio César de Oliveira | rzut oszczepem | 80,49        | 16.          | NQ     | NQ      | [ 80 ] |
| Wagner Domingos         | rzut młotem    | 74,17        | 9.           | 72,28  | 12.     | [ 81 ] |
| Talles Frederico Silva  | skok wzwyż     | 2,17         | 35.          | NQ     | NQ      | [ 82 ] |
| Thiago Braz da Silva    | skok o tyczce  | 5,70         | 3.           | 6,03 , | złoto   | [ 83 ] |
| Augusto de Oliveira     | skok o tyczce  | 5,45         | 22.          | NQ     | NQ      | [ 83 ] |

Dziesięciobój
| Zawodnik               | Konkurencja | 100 m | LJ   | SP    | HJ   | 400 m | 110H  | DT    | PV   | JT    | 1500 m  | Razem | Pozycja |
| ---------------------- | ----------- | ----- | ---- | ----- | ---- | ----- | ----- | ----- | ---- | ----- | ------- | ----- | ------- |
| Luiz Alberto de Araújo | Rezultat    | 10,77 | 7,48 | 15,26 | 1,92 | 48,14 | 14,17 | 45,10 | 4,90 | 57,28 | 4:31,46 | 8315  | 10.     |
| Luiz Alberto de Araújo | Punkty      | 912   | 930  | 806   | 731  | 902   | 953   | 769   | 880  | 697   | 735     | 8315  | 10.     |

Kobiety
Konkurencje biegowe
| Zawodnik                                                         | Konkurencja           | Eliminacje | Eliminacje | Ćwierćfinał | Ćwierćfinał | Półfinał | Półfinał | Finał    | Finał   | Źródło |
| Zawodnik                                                         | Konkurencja           | Wynik      | Miejsce    | Wynik       | Miejsce     | Wynik    | Miejsce  | Wynik    | Miejsce | Źródło |
| ---------------------------------------------------------------- | --------------------- | ---------- | ---------- | ----------- | ----------- | -------- | -------- | -------- | ------- | ------ |
| Franciela Krasucki                                               | 100 m                 | N/A        | N/A        | 11,67       | 47.         | NQ       | NQ       | NQ       | NQ      | [ 84 ] |
| Rosângela Santos                                                 | 100 m                 | N/A        | N/A        | 11,25       | 14.         | 11,23    | 18.      | NQ       | NQ      | [ 84 ] |
| Kauiza Venancio                                                  | 200 m                 | 23,06      | 34.        | N/A         | N/A         | NQ       | NQ       | NQ       | NQ      | [ 85 ] |
| Vitória Cristina Rosa                                            | 200 m                 | 23,35      | 47.        | N/A         | N/A         | NQ       | NQ       | NQ       | NQ      | [ 85 ] |
| Jailma de Lima                                                   | 400 m                 | 52,65      | 36.        | N/A         | N/A         | NQ       | NQ       | NQ       | NQ      | [ 86 ] |
| Geisa Coutinho                                                   | 400 m                 | 52,05      | 25.        | N/A         | N/A         | NQ       | NQ       | NQ       | NQ      | [ 86 ] |
| Flávia de Lima                                                   | 800 m                 | 2:03,78    | 53.        | N/A         | N/A         | NQ       | NQ       | NQ       | NQ      | [ 87 ] |
| Tatiele de Carvalho                                              | 10 000 m              | N/A        | N/A        | N/A         | N/A         | N/A      | N/A      | 32:38:21 | 31.     | [ 88 ] |
| Juliana Paula dos Santos                                         | 3000 m z przeszkodami | 9:45,95    | 36.        | N/A         | N/A         | N/A      | N/A      | N/Q      | N/Q     | [ 89 ] |
| Adriana Aparecida da Silva                                       | maraton               | N/A        | N/A        | N/A         | N/A         | N/A      | N/A      | 2:43:22  | 69.     | [ 90 ] |
| Marily dos Santos                                                | maraton               | N/A        | N/A        | N/A         | N/A         | N/A      | N/A      | 2:45:08  | 78.     | [ 90 ] |
| Graciete Santana                                                 | maraton               | N/A        | N/A        | N/A         | N/A         | N/A      | N/A      | 3:09:15  | 128.    | [ 90 ] |
| Maíla Machado                                                    | 100 m przez płotki    | 13,09      | 30.        | N/A         | N/A         | NQ       | NQ       | NQ       | NQ      | [ 91 ] |
| Fabiana Moraes                                                   | 100 m przez płotki    | 13,22      | 35.        | N/A         | N/A         | NQ       | NQ       | NQ       | NQ      | [ 91 ] |
| Erica de Sena                                                    | chód 20 km            | N/A        | N/A        | N/A         | N/A         | N/A      | N/A      | 1:22:29  | 7.      | [ 92 ] |
| Cisiane Lopes                                                    | chód 20 km            | N/A        | N/A        | N/A         | N/A         | N/A      | N/A      | 1:38:35  | 78.     | [ 92 ] |
| Franciela Krasucki Bruna Farias Kauiza Venancio Rosângela Santos | sztafeta 4 × 100 m    | DSQ        | DSQ        | N/A         | N/A         | N/A      | N/A      | NQ       | NQ      | [ 93 ] |
| Joelma Sousa Geisa Coutinho Letícia de Souza Jailma de Lima      | sztafeta 4 × 400 m    | 3:30,27    | 16.        | N/A         | N/A         | N/A      | N/A      | NQ       | NQ      | [ 94 ] |

Konkurencje techniczne
| Zawodniczka        | Konkurencja    | Kwalifikacje | Kwalifikacje | Finał | Finał   | Źródło |
| Zawodniczka        | Konkurencja    | Wynik        | Miejsce      | Wynik | Miejsce | Źródło |
| ------------------ | -------------- | ------------ | ------------ | ----- | ------- | ------ |
| Geísa Arcanjo      | pchnięcie kulą | 18,27        | 7.           | 18,16 | 9.      | [ 95 ] |
| Joana Costa        | skok o tyczce  | 4,15         | 29.          | NQ    | NQ      | [ 96 ] |
| Fabiana Murer      | skok o tyczce  | NM           | –            | NQ    | NQ      | [ 96 ] |
| Andressa de Morais | rzut dyskiem   | 57,38        | 21.          | NQ    | NQ      | [ 97 ] |
| Fernanda Martins   | rzut dyskiem   | 51,85        | 31.          | NQ    | NQ      | [ 97 ] |
| Keila Costa        | skok w dal     | 5,86         | 38.          | NQ    | NQ      | [ 98 ] |
| Eliane Martins     | skok w dal     | 6,33         | 23.          | NQ    | NQ      | [ 98 ] |
| Keila Costa        | trójskok       | 13,78        | 24.          | NQ    | NQ      | [ 99 ] |
| Núbia Soares       | trójskok       | 13,85        | 23.          | NQ    | NQ      | [ 99 ] |

Siedmiobój
| Zawodniczka     | Konkurencja | 100H  | HJ   | SP    | 200 m | LJ   | JT    | 800 m   | Razem | Pozycja |
| --------------- | ----------- | ----- | ---- | ----- | ----- | ---- | ----- | ------- | ----- | ------- |
| Vanessa Spínola | Rezultat    | 14,24 | 1,68 | 13,06 | 24,11 | 6,10 | 45,05 | 2:14,20 | 6024  | 23.     |
| Vanessa Spínola | Punkty      | 945   | 830  | 731   | 970   | 880  | 764   | 904     | 6024  | 23.     |

### Łucznictwo
| Zawodnik                                                 | Konkurencja       | Runda rankingowa | Runda rankingowa | 1/32             | 1/16             | 1/8              | Ćwierćfinały     | Półfinały        | Finał            | Finał   | Źródło  |
| Zawodnik                                                 | Konkurencja       | Wynik            | Miejsce          | Przeciwnik Wynik | Przeciwnik Wynik | Przeciwnik Wynik | Przeciwnik Wynik | Przeciwnik Wynik | Przeciwnik Wynik | Pozycja | Źródło  |
| -------------------------------------------------------- | ----------------- | ---------------- | ---------------- | ---------------- | ---------------- | ---------------- | ---------------- | ---------------- | ---------------- | ------- | ------- |
| Marcus D’Almeida                                         | indywidualnie (m) | 658              | 34.              | Kaminski P 2-6   | NQ               | NQ               | NQ               | NQ               | NQ               | NQ      | [ 100 ] |
| Bernardo Oliveira                                        | indywidualnie (m) | 651              | 45.              | Potts W 6-3      | Soto P 1-7       | NQ               | NQ               | NQ               | NQ               | NQ      | [ 100 ] |
| Daniel Rezende Xavier                                    | indywidualnie (m) | 639              | 53.              | Lee S-y P 2-6    | NQ               | NQ               | NQ               | NQ               | NQ               | NQ      | [ 100 ] |
| Marcus D’Almeida Bernardo Oliveira Daniel Rezende Xavier | drużynowo (m)     | 1948             | 11.              | N/A              | N/A              | Chiny · P 2-6    | NQ               | NQ               | NQ               | NQ      | [ 100 ] |
| Ane Marcelle dos Santos                                  | indywidualnie (k) | 637              | 26.              | Nagamine W 7-3   | Ingley W 6-0     | Folkard P 2-6    | NQ               | NQ               | NQ               | NQ      | [ 101 ] |
| Sarah Nikitin                                            | indywidualnie (k) | 609              | 50.              | Kang P 0-6       | NQ               | NQ               | NQ               | NQ               | NQ               | NQ      | [ 101 ] |
| Marina Canetta                                           | indywidualnie (k) | 599              | 54.              | Qi P 1-6         | NQ               | NQ               | NQ               | NQ               | NQ               | NQ      | [ 101 ] |
| Ane Marcelle dos Santos Sarah Nikitin Marina Canetta     | drużynowo (k)     | 1845             | 11.              | N/A              | N/A              | Włochy · P 0-6   | NQ               | NQ               | NQ               | NQ      | [ 101 ] |

### Pięciobój nowoczesny
| Zawodnik          | Konkurencja | Szermierka      | Szermierka | Szermierka | Pływanie | Pływanie | Pływanie | Jazda konna | Jazda konna | Jazda konna | Kombinacja: strzelanie/bieg przełajowy | Kombinacja: strzelanie/bieg przełajowy | Kombinacja: strzelanie/bieg przełajowy | Suma punktów | Pozycja | Źródło  |
| Zawodnik          | Konkurencja | Wynik (wygrane) | M.         | Punkty     | Czas     | M.       | Punkty   | Kary        | M.          | Punkty      | Czas                                   | M.                                     | Punkty                                 | Suma punktów | Pozycja | Źródło  |
| ----------------- | ----------- | --------------- | ---------- | ---------- | -------- | -------- | -------- | ----------- | ----------- | ----------- | -------------------------------------- | -------------------------------------- | -------------------------------------- | ------------ | ------- | ------- |
| Felipe Nascimento | mężczyźni   | 9               | 35.        | 155        | 2:05,39  | 20.      | 324      | 49          | 31.         | 251         | 12:15,59                               | 33.                                    | 565                                    | 1295         | 31.     | [ 102 ] |
| Yane Marques      | kobiety     | 16              | 21.        | 196        | 2:14,30  | 9.       | 298      | 14          | 16.         | 286         | 13:31,64                               | 30.                                    | 489                                    | 1269         | 22.     | [ 102 ] |

### Piłka nożna
Turniej mężczyzn
- Reprezentacja mężczyzn

| - Weverton Pereira da Silva - Zeca - Rodrigo Caio - Marquinhos - Renato Augusto - Douglas Santos - Luan Vieira - Rafinha - Gabriel Barbosa |  | - Neymar - Gabriel Jesus - Walace - William - Luan Garcia - Rodrigo Dourado - Thiago Maia - Felipe Anderson - Uilson |

Reprezentacja Brazylii brała udział w rozgrywkach grupy A turnieju olimpijskiego zajmując w niej 1. miejsce i awansując do dalszych gier. W ćwierćfinale pokonała reprezentację Kolumbii. W półfinale pokonała Honduras, a w finale reprezentację Niemiec zdobywając tym samym złoty medal.
Grupa A
| Drużyna           | M | Mecze | Mecze | Mecze | Bramki | Bramki | Bramki | Pkt |
| Drużyna           | M | W     | R     | P     | +      | –      | +/−    | Pkt |
| ----------------- | - | ----- | ----- | ----- | ------ | ------ | ------ | --- |
| Brazylia          | 3 | 1     | 2     | 0     | 4      | 0      | 4      | 5   |
| Dania             | 3 | 1     | 1     | 1     | 1      | 4      | −3     | 4   |
| Irak              | 3 | 0     | 3     | 0     | 1      | 1      | 0      | 3   |
| Południowa Afryka | 3 | 0     | 2     | 1     | 1      | 2      | −1     | 2   |

| 4 sierpnia 2016 21:00 CET | Brazylia | 0:0(0:0)Raport | Południowa Afryka | Estádio Nacional, Brasilia Widzów: 69 389 Sędzia: Antonio Mateu Lahoz |
|                           |          |                |                   |                                                                       |

| 8 sierpnia 2016 03:00 CET | Brazylia | 0:0(0:0) | Irak | Estádio Nacional, Brasilia Widzów: 65 829 Sędzia: Ovidiu Hațegan |
|                           |          |          |      |                                                                  |

| 11 sierpnia 2016 03:00 CET | Dania | 0:4(0:2) | Brazylia · 26', 80' Gabriel Barbosa · 40' Gabriel Jesus · 70' Luan | Fonte Nova, Salvador Sędzia: Alireza Faghani |
|                            |       |          |                                                                    |                                              |

Ćwierćfinał
| 14 sierpnia 2016 03:00 CET | Brazylia · 12' Neymar · 82' Lun | 2:0(1:0) | Kolumbia | Arena Corinthians, São Paulo |
|                            |                                 |          |          |                              |

Półfinał
| 17 sierpnia 2016 18:00 CET | Brazylia · 1', 90+1' Neymar · 26', 35' Gabriel Jesus · 51' Marquinhos · 79' Luan | 6:0(3:0) | Honduras | Maracanã, Rio de Janeiro |
|                            |                                                                                  |          |          |                          |

Finał
| 20 sierpnia 2016 22:30 CET                            | Brazylia · Neymar 27' | 1:1 (dogr.) k. 5:4(1:0, 1:1, 1:1)          | Niemcy · Max Meyer 59' | Maracanã, Rio de Janeiro Widzów: 63 707 Sędzia: Alireza Faghani |
|                                                       |                       |                                            |                        |                                                                 |
|                                                       |                       | Rzuty karne                                |                        |                                                                 |
| Renato Augusto · Marquinhos · Rafinha · Luan · Neymar |                       | Ginter · Gnabry · Brandt · Süle · Petersen |                        |                                                                 |

Turniej kobiet
- Reprezentacja kobiet

| - Bárbara - Fabiana - Monica - Rafaelle - Thaisa - Tamires - Débora - Formiga - Andressa |  | - Marta - Cristiane Rozeira - Poliana - Érika - Bruna Benites - Raquel Fernandes - Beatriz - Andressa - Aline |

Reprezentacja Brazylii brała udział w rozgrywkach grupy E turnieju olimpijskiego zajmując w niej 1. miejsce i awansując do dalszych gier. W ćwierćfinale po rzutach karnych pokonała reprezentację Australii. W półfinale uległa (również po rzutach karnych) Szwecji, a w meczu o brązowy medal przegrała z reprezentacją Kanady zajmując ostatecznie 4. miejsce.
Grupa E
| Drużyna           | M | Mecze | Mecze | Mecze | Bramki | Bramki | Bramki | Pkt |
| Drużyna           | M | W     | R     | P     | +      | –      | +/−    | Pkt |
| ----------------- | - | ----- | ----- | ----- | ------ | ------ | ------ | --- |
| Brazylia          | 3 | 2     | 1     | 0     | 8      | 1      | 7      | 7   |
| Chiny             | 3 | 1     | 1     | 1     | 2      | 3      | −1     | 4   |
| Szwecja           | 3 | 1     | 1     | 1     | 2      | 5      | −3     | 4   |
| Południowa Afryka | 3 | 0     | 1     | 2     | 0      | 3      | −3     | 1   |

| 3 sierpnia 2016 21:00 CET | Brazylia · Monica 36' · Andressa Alves 59' · Cristiane 90' | 3:0(1:0)Raport | Chiny | Estádio Olímpico João Havelange, Rio de Janeiro Widzów: 27 618 Sędzia: Carol Chenard |
|                           |                                                            |                |       |                                                                                      |

| 7 sierpnia 2016 03:00 CET | Brazylia · Beatriz 21', 86' · Cristiane 24' · Marta 44' (k.) | 5:1(3:0)Raport | Szwecja · 89' Lotta Schelin | Estádio Olímpico João Havelange, Rio de Janeiro Widzów: 43 384 Sędzia: Lucia Venegas |
|                           |                                                              |                |                             |                                                                                      |

| 10 sierpnia 2016 03:00 CET | Południowa Afryka | 0:0(0:0)Raport | Brazylia | Arena da Amazônia, Manaus Widzów: 38 415 Sędzia: Stéphanie Frappart |
|                            |                   |                |          |                                                                     |

Ćwierćfinał
| 13 sierpnia 2016 03:00 CET                                                          | Brazylia | 0:0 dogr. k. 7:6(0:0, 0:0, 0:0)Raport | Australia | Estádio Mineirão, Belo Horizonte Widzów: 52 660 Sędzia: Carol Chenard |
|                                                                                     |          | |           |                                                                       |
|                                                                                     |          | Rzuty karne |           |                                                                       |
| Andressa Alves · Andressa · Beatriz · Rafaelle · Marta · Debinha · Monica · Tamires |          | Elise Kellond-Knight · Laura Alleway · Emily van Egmond · Clare Polkinghorne · Katrina Gorry · Michelle Heyman · Chloe Logarzo · Alanna Kennedy |           |                                                                       |

Półfinał
| 16 sierpnia 2016 18:00 CET                               | Brazylia | 0:0 dogr. k. 3:4(0:0)Raport                                                        | Szwecja | Maracanã, Rio de Janeiro Widzów: 70 454 Sędzia: Lucia Venegas |
|                                                          |          |                                                                                    |         |                                                               |
|                                                          |          | Rzuty karne                                                                        |         |                                                               |
| Marta · Cristiane · Andressa Alves · Rafaelle · Andressa |          | Lotta Schelin · Kosovare Asllani · Caroline Seger · Nilla Fischer · Lisa Dahlkvist |         |                                                               |

Mecz o 3. miejsce
| 19 sierpnia 2016 18:00 CET | Brazylia · Beatriz 79' | 1:2(0:1)Raport | Kanada · 25' Deanne Rose · 52' Christine Sinclair | Arena Corinthians, São Paulo Widzów: 39 718 Sędzia: Teodora Albon |
|                            |                        |                |                                                   |                                                                   |

### Piłka ręczna
Turniej mężczyzn
- Reprezentacja mężczyzn

| - Maik dos Santos - Henrique Teixeira - João Pedro Silva - Lucas Cândido - José Toledo - Thiagus dos Santos - Diogo Hubner |  | - Alexandro Pozzer - Fábio Chiuffa - Oswaldo Guimarães - Leonardo Santos - André Soares - Haniel Langaro - César Almeida |

Reprezentacja Brazylii brała udział w rozgrywkach grupy B turnieju olimpijskiego zajmując w niej trzecie miejsce awansując do dalszych rozgrywek. W ćwierćfinale uległa reprezentacji Francji i odpadła z dalszej rywalizacji. Ostatecznie reprezentacja Brazylii została sklasyfikowana na 7. miejscu.
Grupa B
| Drużyna  | M | Mecze | Mecze | Mecze | Bramki | Bramki | Bramki | Pkt |
| Drużyna  | M | W     | R     | P     | +      | –      | +/−    | Pkt |
| -------- | - | ----- | ----- | ----- | ------ | ------ | ------ | --- |
| Niemcy   | 5 | 4     | 0     | 1     | 153    | 141    | 12     | 8   |
| Słowenia | 5 | 4     | 0     | 1     | 137    | 126    | 11     | 8   |
| Brazylia | 5 | 2     | 1     | 2     | 141    | 150    | −9     | 5   |
| Polska   | 5 | 2     | 0     | 3     | 139    | 140    | −1     | 4   |
| Egipt    | 5 | 1     | 1     | 3     | 129    | 143    | −14    | 3   |
| Szwecja  | 5 | 1     | 0     | 4     | 132    | 131    | 1      | 2   |

Rozgrywki grupowe
| 7 sierpnia 201616:40 | Polska          | 32:34(13:16) | Brazylia                   | Future Arena, Rio de Janeiro Widzów: 8778 Sędzia: Gjorgji Naczewski Slave Nikołow |
| 7 sierpnia 201616:40 | Michał Daszek 8 | 32:34(13:16) | 7 José Guilherme de Toledo | Future Arena, Rio de Janeiro Widzów: 8778 Sędzia: Gjorgji Naczewski Slave Nikołow |
| 7 sierpnia 201616:40 | 5× · 4×         | 32:34(13:16) | 6× · 3×                    | Future Arena, Rio de Janeiro Widzów: 8778 Sędzia: Gjorgji Naczewski Slave Nikołow |

| 9 sierpnia 201616:40 | Brazylia        | 28:31(13:16) | Słowenia    | Future Arena, Rio de Janeiro Widzów: 8131 Sędzia: Mads Hansen Martin Gjeding |
| 9 sierpnia 201616:40 | Fábio Chiuffa 8 | 28:31(13:16) | 6 Blaž Janc | Future Arena, Rio de Janeiro Widzów: 8131 Sędzia: Mads Hansen Martin Gjeding |
| 9 sierpnia 201616:40 | 6× · 2×         | 28:31(13:16) | 13× · 2×    | Future Arena, Rio de Janeiro Widzów: 8131 Sędzia: Mads Hansen Martin Gjeding |

| 11 sierpnia 201616:40 | Brazylia        | 33:30(17:16) | Niemcy                            | Future Arena, Rio de Janeiro Widzów: 9087 Sędzia: Václav Horáček Jiří Novotný |
| 11 sierpnia 201616:40 | Fábio Chiuffa 8 | 33:30(17:16) | 6 Kai Häfner · 6 Tobias Reichmann | Future Arena, Rio de Janeiro Widzów: 9087 Sędzia: Václav Horáček Jiří Novotný |
| 11 sierpnia 201616:40 | 4× · 2× · 1×    | 33:30(17:16) | 5× · 4× · 1×                      | Future Arena, Rio de Janeiro Widzów: 9087 Sędzia: Václav Horáček Jiří Novotný |

| 13 sierpnia 201616:40 | Egipt           | 27:27(15:13) | Brazylia                                                                     | Future Arena, Rio de Janeiro Widzów: 9313 Sędzia: David Sok Bojan Lah |
| 13 sierpnia 201616:40 | Ahmed Elahmar 9 | 27:27(15:13) | 4 Henrique Teixeira · 4 Alexandro Pozzer · 4 Andre soares · 4 Haniel Langaro | Future Arena, Rio de Janeiro Widzów: 9313 Sędzia: David Sok Bojan Lah |
| 13 sierpnia 201616:40 | 7× · 3×         | 27:27(15:13) | 2× · 4×                                                                      | Future Arena, Rio de Janeiro Widzów: 9313 Sędzia: David Sok Bojan Lah |

| 15 sierpnia 201616:40 | Szwecja           | 30:19(16:10) | Brazylia                   | Future Arena, Rio de Janeiro Widzów: 9406 Sędzia: Duatre Santos Ricardo Fonseca |
| 15 sierpnia 201616:40 | Philip Stenmaln 6 | 30:19(16:10) | 4 Jose Guilherme de Toledo | Future Arena, Rio de Janeiro Widzów: 9406 Sędzia: Duatre Santos Ricardo Fonseca |
| 15 sierpnia 201616:40 | 4× · 4×           | 30:19(16:10) | 3× · 2×                    | Future Arena, Rio de Janeiro Widzów: 9406 Sędzia: Duatre Santos Ricardo Fonseca |

Ćwierćfinał
| 17 sierpnia 201610:00 | Brazylia             | 27:34(16:16) | Francja         | Future Arena, Rio de Janeiro Widzów: (b.d.) Sędzia: Václav Horáček Jiří Novotný |
| 17 sierpnia 201610:00 | Thiagus Dos Santos 7 | 27:34(16:16) | 8 Michël Guigou | Future Arena, Rio de Janeiro Widzów: (b.d.) Sędzia: Václav Horáček Jiří Novotný |
| 17 sierpnia 201610:00 | 4× · 3×              | 27:34(16:16) | 3× · 2×         | Future Arena, Rio de Janeiro Widzów: (b.d.) Sędzia: Václav Horáček Jiří Novotný |

Turniej kobiet
- Reprezentacja kobiet

| - Fabiana Diniz - Alexandra do Nascimento-Martínez - Samira Rocha - Daniela Piedade - Tamires Morena Lima - Fernanda da Silva - Ana Paula Rodrigues-Belo |  | - Jéssica Quintino - Bárbara Arenhart - Francielle da Rocha - Eduarda Amorim - Mayara Moura - Deonise Cavaleiro - Mayssa Pessoa |

Reprezentacja Brazylii brała udział w rozgrywkach grupy A turnieju olimpijskiego, zajmując w niej pierwsze miejsce i awansując do dalszych rozgrywek. W ćwierćfinale uległa reprezentacji Holandii i odpadła z rozgrywek. Ostatecznie reprezentacja Brazylii została sklasyfikowana na 5. miejscu.
Grupa A
| Drużyna    | M | Mecze | Mecze | Mecze | Bramki | Bramki | Bramki | Pkt |
| Drużyna    | M | W     | R     | P     | +      | –      | +/−    | Pkt |
| ---------- | - | ----- | ----- | ----- | ------ | ------ | ------ | --- |
| Brazylia   | 5 | 4     | 0     | 1     | 138    | 117    | 21     | 8   |
| Norwegia   | 5 | 4     | 0     | 1     | 141    | 121    | 20     | 8   |
| Hiszpania  | 5 | 3     | 0     | 2     | 125    | 116    | 9      | 6   |
| Angola     | 5 | 2     | 0     | 3     | 116    | 128    | −12    | 4   |
| Rumunia    | 5 | 2     | 0     | 3     | 108    | 119    | −11    | 4   |
| Czarnogóra | 5 | 0     | 0     | 5     | 107    | 134    | −27    | 0   |

Rozgrywki grupowe
| 6 sierpnia 20169:30 | Norwegia     | 28:31(16:17) | Brazylia          | Future Arena, Rio de Janeiro Widzów: 7780 Sędzia: Václav Horáček Jiří Novotný |
| 6 sierpnia 20169:30 | Nora Mørk 12 | 28:31(16:17) | Ana Paula Belo 12 | Future Arena, Rio de Janeiro Widzów: 7780 Sędzia: Václav Horáček Jiří Novotný |
| 6 sierpnia 20169:30 | 2× · 2×      | 28:31(16:17) | 8× · 2×           | Future Arena, Rio de Janeiro Widzów: 7780 Sędzia: Václav Horáček Jiří Novotný |

| 8 sierpnia 201616:40 | Brazylia         | 26:16(14:9) | Rumunia          | Future Arena, Rio de Janeiro Sędzia: Bonaventura Bonaventura |
| 8 sierpnia 201616:40 | Ana Paula Belo 8 | 26:16(14:9) | Cristina Neagu 6 | Future Arena, Rio de Janeiro Sędzia: Bonaventura Bonaventura |
| 8 sierpnia 201616:40 | 2× · 2× · 1×     | 26:16(14:9) | 4× · 2×          | Future Arena, Rio de Janeiro Sędzia: Bonaventura Bonaventura |

| 10 sierpnia 20169:30 | Brazylia            | 24:29(12:15) | Hiszpania    | Future Arena, Rio de Janeiro Sędzia: Koo Lee |
| 10 sierpnia 20169:30 | Fernando da Silva 7 | 24:29(12:15) | Nerea Pena 8 | Future Arena, Rio de Janeiro Sędzia: Koo Lee |
| 10 sierpnia 20169:30 | 5× · 3×             | 24:29(12:15) | 8× · 4×      | Future Arena, Rio de Janeiro Sędzia: Koo Lee |

| 12 sierpnia 20169:30 | Angola             | 24:28(13:13) | Brazylia         | Future Arena, Rio de Janeiro Sędzia: Røen Arsten |
| 12 sierpnia 20169:30 | Natália Bernardo 8 | 24:28(13:13) | Ana Paula Belo 7 | Future Arena, Rio de Janeiro Sędzia: Røen Arsten |
| 12 sierpnia 20169:30 | 5× · 2×            | 24:28(13:13) | 4× · 4×          | Future Arena, Rio de Janeiro Sędzia: Røen Arsten |

| 14 sierpnia 20169:30 | Czarnogóra          | 23:29(10:12) | Brazylia         | Future Arena, Rio de Janeiro Sędzia: Mousaviyan Kolahdouzan |
| 14 sierpnia 20169:30 | Biljana Pavićević 6 | 23:29(10:12) | Ana Paula Belo 6 | Future Arena, Rio de Janeiro Sędzia: Mousaviyan Kolahdouzan |
| 14 sierpnia 20169:30 | 5× · 4×             | 23:29(10:12) | 3× · 3×          | Future Arena, Rio de Janeiro Sędzia: Mousaviyan Kolahdouzan |

Ćwierćfinał
| 16 sierpnia 201610:00 | Brazylia            | 23:32(11:12) | Holandia          | Future Arena, Rio de Janeiro Sędzia: Arntsen Røen |
| 16 sierpnia 201610:00 | Fernanda da Silva 7 | 23:32(11:12) | Estavana Polman 7 | Future Arena, Rio de Janeiro Sędzia: Arntsen Røen |
| 16 sierpnia 201610:00 | 6× · 4×             | 23:32(11:12) | 2× · 3×           | Future Arena, Rio de Janeiro Sędzia: Arntsen Røen |

### Piłka wodna
Turniej mężczyzn
- Reprezentacja Brazylii

| - Slobodan Soro - Jonas Crivella - Rudá Franco - Ives González - Paulo Salemi - Bernardo Gomes - Adrià Delgado |  | - Felipe Silva - Bernardo Rocha - Felipe Perrone - Gustavo Guimarães - Josip Vrlić - Vinicius Antonelli |

Reprezentacja Brazylii brała udział w rozgrywkach grupy A turnieju olimpijskiego, zajmując w niej 3. miejsce i awansując do ćwierćfinału. W ćwierćfinale uległa reprezentacji Chorwacji. W meczu o miejsca 5-8 uległa reprezentacji Węgier. W meczu o 7. miejsce reprezentacja Brazylii uległa Hiszpanii, ostatecznie zajmując 8. miejsce.
Grupa A
| Drużyna   | M | Mecze | Mecze | Mecze | Bramki | Bramki | Bramki | Pkt |
| Drużyna   | M | W     | R     | P     | +      | –      | +/−    | Pkt |
| --------- | - | ----- | ----- | ----- | ------ | ------ | ------ | --- |
| Węgry     | 5 | 2     | 3     | 1     | 57     | 43     | 14     | 7   |
| Grecja    | 5 | 2     | 2     | 1     | 41     | 40     | 1      | 6   |
| Brazylia  | 5 | 3     | 0     | 2     | 40     | 39     | 1      | 6   |
| Serbia    | 5 | 2     | 2     | 1     | 49     | 44     | 5      | 6   |
| Australia | 5 | 2     | 1     | 2     | 44     | 40     | 4      | 5   |
| Japonia   | 5 | 0     | 0     | 5     | 36     | 61     | −25    | 0   |

Rozgrywki grupowe
| 6 sierpnia 201620:50 | Brazylia  | 8:7(3:2, 2:1, 2:2, 1:2) | Australia             | Centro Aquático Maria Lenk, Rio de Janeiro Sędzia: Filippo Gomez Francesc Buch |
| 6 sierpnia 201620:50 | Delgado 3 | 8:7(3:2, 2:1, 2:2, 1:2) | Campbell, Cotterill 2 | Centro Aquático Maria Lenk, Rio de Janeiro Sędzia: Filippo Gomez Francesc Buch |

| 8 sierpnia 201619:30 | Japonia                | 8:16(2:5, 1:3, 4:4, 1:4) | Brazylia | Centro Aquático Maria Lenk, Rio de Janeiro Sędzia: Nenad Peris Francesc Buch |
| 8 sierpnia 201619:30 | trzech zawodników po 2 | 8:16(2:5, 1:3, 4:4, 1:4) | Vrlić 5  | Centro Aquático Maria Lenk, Rio de Janeiro Sędzia: Nenad Peris Francesc Buch |

| 10 sierpnia 201619:30 | Brazylia | 6:5(0:2, 3:1, 2:0, 1:2) | Serbia                | Centro Aquático Maria Lenk, Rio de Janeiro Sędzia: Benjamin Mercier Ni Shi Wei |
| 10 sierpnia 201619:30 | Vrlić 2  | 6:5(0:2, 3:1, 2:0, 1:2) | pięcu zawodników po 1 | Centro Aquático Maria Lenk, Rio de Janeiro Sędzia: Benjamin Mercier Ni Shi Wei |

| 12 sierpnia 201619:30 | Grecja                 | 9:4(3:1, 1:1, 3:2, 2:0) | Brazylia | Centro Aquático Maria Lenk, Rio de Janeiro Sędzia: Boris Margate Siergiej Naumow |
| 12 sierpnia 201619:30 | trzech zawodników po 2 | 9:4(3:1, 1:1, 3:2, 2:0) | Silva 2  | Centro Aquático Maria Lenk, Rio de Janeiro Sędzia: Boris Margate Siergiej Naumow |

| 14 sierpnia 201620:50 | Brazylia                          | 6:10(0:3, 1:2, 3:3, 2:2) | Węgry               | Centro Aquático Maria Lenk, Rio de Janeiro Sędzia: Francesc Buch Stanko Ivanovski |
| 14 sierpnia 201620:50 | Bernardo Gomes 2 Felipe Perrone 2 | 6:10(0:3, 1:2, 3:3, 2:2) | trzech zawodników 2 | Centro Aquático Maria Lenk, Rio de Janeiro Sędzia: Francesc Buch Stanko Ivanovski |

Ćwierćfinał
| 16 sierpnia 201615:10 | Brazylia | 6:10(2:3, 1:4, 3:1, 0:2) | Chorwacja         | Centro Aquático Maria Lenk, Rio de Janeiro Sędzia: Adrian Alexandrescu Benjamin Mercier |
| 16 sierpnia 201615:10 | Gomes 2  | 6:10(2:3, 1:4, 3:1, 0:2) | García, Joković 3 | Centro Aquático Maria Lenk, Rio de Janeiro Sędzia: Adrian Alexandrescu Benjamin Mercier |

Mecz o miejsca 5. – 8.
| 18 sierpnia 201611:00 | Węgry            | 13:4(4:1, 3:0, 4:3, 2:1) | Brazylia        | Centro Aquático Maria Lenk, Rio de Janeiro Sędzia: Filippo Gomez Masoud Rezvani |
| 18 sierpnia 201611:00 | Balázs Erdélyi 4 | 13:4(4:1, 3:0, 4:3, 2:1) | Adrian Baches 2 | Centro Aquático Maria Lenk, Rio de Janeiro Sędzia: Filippo Gomez Masoud Rezvani |

Mecz o 7. miejsce
| 20 sierpnia 201611:40 | Brazylia            | 8:9(1:3, 2:1, 1:2, 4:3) | Hiszpania           | Centro Aquático Maria Lenk, Rio de Janeiro Sędzia: Vojin Putniković Stanko Ivanovski |
| 20 sierpnia 201611:40 | trzech zawodników 2 | 8:9(1:3, 2:1, 1:2, 4:3) | trzech zawodników 2 | Centro Aquático Maria Lenk, Rio de Janeiro Sędzia: Vojin Putniković Stanko Ivanovski |

Turniej kobiet
- Reprezentacja Brazylii

| - Tess Oliveira - Diana Abla - Marina Zablith - Marina Canetti - Lucianne Barroncas - Izabella Chiappini - Amanda Oliveira |  | - Luíza Carvalho - Camila Pedrosa - Viviane Bahia - Mariana Duarte - Gabriela Mantellato - Victória Chamorro |

Grupa A
| Drużyna   | M | Mecze | Mecze | Mecze | Bramki | Bramki | Bramki | Pkt |
| Drużyna   | M | W     | R     | P     | +      | –      | +/−    | Pkt |
| --------- | - | ----- | ----- | ----- | ------ | ------ | ------ | --- |
| Włochy    | 3 | 3     | 0     | 0     | 27     | 15     | 12     | 6   |
| Australia | 3 | 2     | 0     | 1     | 31     | 15     | 16     | 4   |
| Rosja     | 3 | 1     | 0     | 2     | 23     | 31     | −8     | 2   |
| Brazylia  | 3 | 0     | 0     | 3     | 13     | 33     | −20    | 0   |

Rozgrywki grupowe
| 9 sierpnia 201610:20 | Włochy     | 9:3(1:1, 2:0, 3:0, 3:2) | Brazylia              | Centro Aquático Maria Lenk, Rio de Janeiro Sędzia: Diana Dutilh-Dumas Dion Willis |
| 9 sierpnia 201610:20 | Bianconi 3 | 9:3(1:1, 2:0, 3:0, 3:2) | trzy zawodniczki po 1 | Centro Aquático Maria Lenk, Rio de Janeiro Sędzia: Diana Dutilh-Dumas Dion Willis |

| 11 sierpnia 201609:00 | Rosja                 | 14:7(2:4, 2:0, 4:2, 6:1) | Brazylia    | Centro Aquático Maria Lenk, Rio de Janeiro Sędzia: Diana Dutilh-Dumas Tadao Tahara |
| 11 sierpnia 201609:00 | Iwanowa, Prokofjewa 3 | 14:7(2:4, 2:0, 4:2, 6:1) | Chiappini 4 | Centro Aquático Maria Lenk, Rio de Janeiro Sędzia: Diana Dutilh-Dumas Tadao Tahara |

| 13 sierpnia 201611:40 | Australia         | 10:3(1:1, 4:1, 2:0, 3:1) | Brazylia              | Centro Aquático Maria Lenk, Rio de Janeiro Sędzia: Dion Willis Benjamin Mercier |
| 13 sierpnia 201611:40 | Gofers, Webster 2 | 10:3(1:1, 4:1, 2:0, 3:1) | trzy zawodniczki po 1 | Centro Aquático Maria Lenk, Rio de Janeiro Sędzia: Dion Willis Benjamin Mercier |

Ćwierćfinał
| 15 sierpnia 201614:10 | Brazylia              | 3:13(0:5, 0:3, 0:5, 3:0) | Stany Zjednoczone       | Centro Aquático Maria Lenk, Rio de Janeiro Sędzia: Diana Dutilh-Dumas Tadao Tahara |
| 15 sierpnia 201614:10 | trzy zawodniczki po 1 | 3:13(0:5, 0:3, 0:5, 3:0) | cztery zawodniczki po 2 | Centro Aquático Maria Lenk, Rio de Janeiro Sędzia: Diana Dutilh-Dumas Tadao Tahara |

Mecze o miejsca 5. – 8.
| 17 sierpnia 201611:00 | Australia            | 11:4(2:1, 3:1, 4:1, 2:1) | Brazylia    | Centro Aquático Maria Lenk, Rio de Janeiro Sędzia: Ni Shi Wei Marie Deslières |
| 17 sierpnia 201611:00 | Arancini, Southern 3 | 11:4(2:1, 3:1, 4:1, 2:1) | Chiappini 2 | Centro Aquático Maria Lenk, Rio de Janeiro Sędzia: Ni Shi Wei Marie Deslières |

Mecz o 7. miejsce
| 19 sierpnia 201610:00 | Brazylia    | 5:10(2:2, 0:2, 0:2, 3:4) | Chiny                 | Centro Aquático Maria Lenk, Rio de Janeiro Sędzia: Daniel Flahive Nenad Peris |
| 19 sierpnia 201610:00 | Chiappini 3 | 5:10(2:2, 0:2, 0:2, 3:4) | trzy zawodniczki po 2 | Centro Aquático Maria Lenk, Rio de Janeiro Sędzia: Daniel Flahive Nenad Peris |

### Pływanie
Mężczyźni
| Zawodnik                                                                          | Konkurencja       | Eliminacje | Eliminacje | Półfinał | Półfinał | Finał     | Finał   | Źródło  |
| Zawodnik                                                                          | Konkurencja       | Czas       | Miejsce    | Czas     | Miejsce  | Czas      | Miejsce | Źródło  |
| --------------------------------------------------------------------------------- | ----------------- | ---------- | ---------- | -------- | -------- | --------- | ------- | ------- |
| Ítalo Duarte                                                                      | 50 m dowolnym     | 21,96      | 13.        | 22,05    | 15.      | NQ        | NQ      | [ 115 ] |
| Bruno Fratus                                                                      | 50 m dowolnym     | 21,93      | 10.        | 21,71    | 6.       | 21,79     | 5.      | [ 115 ] |
| Marcelo Chierighini                                                               | 100 m dowolnym    | 48,53      | 13.        | 48,23    | 8.       | 48,41     | 8.      | [ 116 ] |
| Nicolas Oliveira                                                                  | 100 m dowolnym    | 49,05      | 28.        | NQ       | NQ       | NQ        | NQ      |         |
| Nicolas Oliveira                                                                  | 200 m dowolnym    | DNS        | DNS        | NQ       | NQ       | NQ        | NQ      | [ 117 ] |
| João de Lucca                                                                     | 200 m dowolnym    | 1:47,63    | 25.        | NQ       | NQ       | NQ        | NQ      | [ 117 ] |
| Luiz Altamir Melo                                                                 | 400 m dowolnym    | 3:50,82    | 32.        | N/A      | N/A      | NQ        | NQ      | [ 118 ] |
| Brandonn Almeida                                                                  | 1500 m dowolnym   | 15:14,73   | 29.        | N/A      | N/A      | NQ        | NQ      | [ 119 ] |
| Miguel Valente                                                                    | 1500 m dowolnym   | 15:22,57   | 31.        | N/A      | N/A      | NQ        | NQ      | [ 119 ] |
| Guilherme Guido                                                                   | 100 m grzbietowym | 53,80      | 13.        | 54,16    | 14.      | NQ        | NQ      | [ 120 ] |
| Leonardo de Deus                                                                  | 200 m grzbietowym | 1:57,00    | 12.        | 1:57,67  | 13.      | NQ        | NQ      | [ 121 ] |
| Felipe França Silva                                                               | 100 m klasycznym  | 59,01      | 3.         | 59,35    | 6.       | 59,38     | 7.      | [ 122 ] |
| João Gomes Júnior                                                                 | 100 m klasycznym  | 59,46      | 8.         | 59,40    | 7.       | 59,31     | 5.      | [ 122 ] |
| Tales Cerdeira                                                                    | 200 m klasycznym  | 2:12,83    | 29.        | NQ       | NQ       | NQ        | NQ      | [ 123 ] |
| Thiago Simon                                                                      | 200 m klasycznym  | 2:15,01    | 36.        | NQ       | NQ       | NQ        | NQ      | [ 123 ] |
| Marcos Macedo                                                                     | 100 m motylkowym  | 53,87      | 34.        | NQ       | NQ       | NQ        | NQ      | [ 124 ] |
| Henrique Martins                                                                  | 100 m motylkowym  | 52,42      | 21.        | NQ       | NQ       | NQ        | NQ      | [ 124 ] |
| Leonardo de Deus                                                                  | 200 m motylkowym  | 1:55,98    | 9.         | 1:56,77  | 13.      | NQ        | NQ      | [ 125 ] |
| Kaio de Almeida                                                                   | 200 m motylkowym  | 1:56,45    | 12.        | 1:57,45  | 14.      | NQ        | NQ      | [ 125 ] |
| Thiago Pereira                                                                    | 200 m zmiennym    | 1:58,63    | 5.         | 1:57,11  | 3.       | 1:58,02   | 7.      | [ 126 ] |
| Henrique Rodrigues                                                                | 200 m zmiennym    | 1:58,56    | 4.         | 1:59,23  | 9.       | NQ        | NQ      | [ 126 ] |
| Brandonn Almeida                                                                  | 400 m zmiennym    | 4:17,25    | 15.        | N/A      | N/A      | NQ        | NQ      | [ 127 ] |
| Allan do Carmo                                                                    | 10 km             | NQ         | NQ         | NQ       | NQ       | 1:53:16,4 | 18.     | [ 128 ] |
| Marcelo Chierighini João de Lucca Nicolas Oliveira Matheus Santana Gabriel Santos | 4 × 100m dowolnym | 3:14,06    | 5.         | N/A      | N/A      | 3:13,21   | 5.      | [ 129 ] |
| João de Lucca Nicolas Oliveira Luiz Altamir Melo André Pereira                    | 4 × 200m dowolnym | 7:13,84    | 15.        | N/A      | N/A      | NQ        | NQ      | [ 130 ] |
| Guilherme Guido Felipe França Silva Henrique Martins Marcelo Chierighini          | 4 × 100m zmiennym | 3:32,96    | 7.         | N/A      | N/A      | 3:32,84   | 6.      | [ 131 ] |

Kobiety
| Zawodniczka                                                                                         | Konkurencja       | Eliminacje | Eliminacje | Półfinał | Półfinał | Finał     | Finał   | Źródło  |
| Zawodniczka                                                                                         | Konkurencja       | Czas       | Miejsce    | Czas     | Miejsce  | Czas      | Miejsce | Źródło  |
| --------------------------------------------------------------------------------------------------- | ----------------- | ---------- | ---------- | -------- | -------- | --------- | ------- | ------- |
| Etiene Medeiros                                                                                     | 50 m dowolnym     | 24,82      | 16.        | 24,45    | 7.       | 24,69     | 8.      | [ 132 ] |
| Graciele Herrmann                                                                                   | 50 m dowolnym     | 25,60      | 40.        | NQ       | NQ       | NQ        | NQ      | [ 132 ] |
| Etiene Medeiros                                                                                     | 100 m dowolnym    | 54,38      | 14.        | 54,59    | 16.      | NQ        | NQ      | [ 133 ] |
| Larissa Oliveira                                                                                    | 100 m dowolnym    | 54,72      | 21.        | NQ       | NQ       | NQ        | NQ      | [ 133 ] |
| Manuella Lyrio                                                                                      | 200 m dowolnym    | 1:57,28    | 14.        | 1:57,43  | 12.      | NQ        | NQ      | [ 134 ] |
| Larissa Oliveira                                                                                    | 200 m dowolnym    | 2:00,76    | 35.        | NQ       | NQ       | NQ        | NQ      | [ 134 ] |
| Etiene Medeiros                                                                                     | 100 m grzbietowym | 1:01,70    | 25.        | NQ       | NQ       | NQ        | NQ      | [ 135 ] |
| Daynara de Paula                                                                                    | 100 m motylkowym  | 57,92      | 14.        | 58,65    | 16.      | NQ        | NQ      | [ 136 ] |
| Daiene Dias                                                                                         | 100 m motylkowym  | 58,15      | 15.        | 58,52    | 14.      | NQ        | NQ      | [ 136 ] |
| Joanna Maranhão                                                                                     | 200 m motylkowym  | 2:10,69    | 24.        | NQ       | NQ       | NQ        | NQ      | [ 137 ] |
| Joanna Maranhão                                                                                     | 200 m zmiennym    | 2:13,06    | 18.        | NQ       | NQ       | NQ        | NQ      | [ 138 ] |
| Joanna Maranhão                                                                                     | 400 m zmiennym    | 4:38,88    | 15.        | N/A      | N/A      | NQ        | NQ      | [ 139 ] |
| Ana Marcela Cunha                                                                                   | 10 km             | N/A        | N/A        | N/A      | N/A      | 1:57:29,0 | 10.     | [ 140 ] |
| Poliana Okimoto                                                                                     | 10 km             | N/A        | N/A        | N/A      | N/A      | 1:56:51,4 | brąz    | [ 140 ] |
| Daynara de Paula Manuella Lyrio Etiene Medeiros Larissa Oliveira                                    | 4 × 100m dowolnym | 3:39,40    | 11.        | N/A      | N/A      | NQ        | NQ      | [ 141 ] |
| Jéssica Cavalheiro Manuella Lyrio Larissa Oliveira Gabrielle Roncatto                               | 4 × 200m dowolnym | 7:55,68    | 11.        | N/A      | N/A      | NQ        | NQ      | [ 142 ] |
| Daynara de Paula Jhennifer Conceição Etiene Medeiros Larissa Oliveira Daiene Dias Natalia de Luccas | 4 × 100m zmiennym | 4:02,83    | 13.        | N/A      | N/A      | NQ        | NQ      | [ 143 ] |

### Pływanie synchroniczne
| Zawodnik | Konkurencja | Eliminacje                    | Eliminacje                    | Eliminacje                 | Eliminacje                 | Eliminacje         | Eliminacje         | Finał         | Finał         | Finał    | Finał   | Źródło  |
| Zawodnik | Konkurencja | Eliminacje – runda techniczna | Eliminacje – runda techniczna | Eliminacje – runda dowolna | Eliminacje – runda dowolna | Eliminacje – Razem | Eliminacje – Razem | Runda dowolna | Runda dowolna | Razem    | Razem   | Źródło  |
| Zawodnik | Konkurencja | Punkty                        | Miejsce                       | Punkty                     | Miejsce                    | Punkty             | Miejsce            | Punkty        | Miejsce       | Punkty   | Miejsce | Źródło  |
| Luisa Borges Maria Eduarda Miccuci | Duety       | 83,3008                       | 14.                           | 84,0333                    | 13.                        | 167,3341           | 13.                | NQ            | NQ            | NQ       | NQ      | [ 144 ] |
| Luisa Borges Maria Bruno Maria Clara Lobo Branca Feres Beatriz Feres Maria Eduarda Miccuci Lorena Molinos Pâmela Nogueira Lara Teixeira | Drużyny     | 84,7985                       | 6.                            | N/A                        | N/A                        | N/A                | N/A                | 87,2000       | 6.            | 171,9985 | 6.      | [ 145 ] |

### Podnoszenie ciężarów
| Zawodnik           | Konkurencja      | Rwanie | Rwanie  | Podrzut | Podrzut | Razem  | Pozycja | Źródło  |
| Zawodnik           | Konkurencja      | Wynik  | Pozycja | Wynik   | Pozycja | Razem  | Pozycja | Źródło  |
| ------------------ | ---------------- | ------ | ------- | ------- | ------- | ------ | ------- | ------- |
| Welisson Silva     | −85 kg mężczyzn  | 145 kg | 18.     | 180 kg  | 17.     | 325 kg | 18.     | [ 146 ] |
| Mateus Gregório    | −105 kg mężczyzn | 170 kg | 13.     | DNF     | DNF     | DNF    | DNF     | [ 146 ] |
| Fernando Reis      | +105 kg          | 195 kg | 5.      | 240 kg  | 6.      | 435 kg | 5.      | [ 146 ] |
| Rosane Santos      | −53 kg kobiet    | 90 kg  | 5.      | 103 kg  | 7.      | 193 kg | 5.      | [ 146 ] |
| Jaqueline Ferreira | −75 kg kobiet    | DNF    | DNF     | DNF     | DNF     | DNF    | DNF     | [ 146 ] |

### Rugby union
Turniej mężczyzn
- Reprezentacja mężczyzn

| - Daniel Sancery - Martin Schaefer - Juliano Fiori - Felipe Silva - Stefano Giantorno - Moisés Duque |  | - Lucas Duque - Felipe Sancery - Laurent Bourda-Couhet - Arthur Bergo - Gustavo Albuquerque - André Silva |

Reprezentacja Brazylii brała udział w rozgrywkach grupy A turnieju olimpijskiego i zajęła w niej 4. miejsce i w dalszej fazie turnieju brała udział w rozgrywkach o miejsca 9. – 12. Ostatecznie reprezentacja Brazylii została sklasyfikowana na 12. miejscu.
Grupa A
| Drużyna           | M | Mecze | Mecze | Mecze | Punkty | Punkty | Punkty | Pkt |
| Drużyna           | M | W     | R     | P     | +      | –      | +/−    | Pkt |
| ----------------- | - | ----- | ----- | ----- | ------ | ------ | ------ | --- |
| Fidżi             | 3 | 3     | 0     | 0     | 85     | 45     | 40     | 9   |
| Argentyna         | 3 | 2     | 0     | 1     | 62     | 35     | 27     | 7   |
| Stany Zjednoczone | 3 | 1     | 0     | 2     | 59     | 41     | 18     | 5   |
| Brazylia          | 3 | 0     | 0     | 3     | 12     | 97     | −85    | 3   |

Rozgrywki grupowe
| 9 sierpnia 201613:30 | Fidżi | 40:12 | Brazylia | Deodoro Stadium, Rio de Janeiro |
| 9 sierpnia 201613:30 |       | 40:12 |          | Deodoro Stadium, Rio de Janeiro |

| 9 sierpnia 201618:00 | Stany Zjednoczone | 26:0 | Brazylia | Deodoro Stadium, Rio de Janeiro |
| 9 sierpnia 201618:00 |                   | 26:0 |          | Deodoro Stadium, Rio de Janeiro |

| 10 sierpnia 201613:00 | Argentyna | 31:0 | Brazylia | Deodoro Stadium, Rio de Janeiro |
| 10 sierpnia 201613:00 |           | 31:0 |          | Deodoro Stadium, Rio de Janeiro |

Mecze o miejsca 9. – 12.
| 10 sierpnia 201616:00 | Stany Zjednoczone | 24:12 | Brazylia | Deodoro Stadium, Rio de Janeiro |
| 10 sierpnia 201616:00 |                   | 24:12 |          | Deodoro Stadium, Rio de Janeiro |

| 11 sierpnia 201612:30 | Brazylia | 0:24 | Kenia | Deodoro Stadium, Rio de Janeiro |
| 11 sierpnia 201612:30 |          | 0:24 |       | Deodoro Stadium, Rio de Janeiro |

Turniej kobiet
- Reprezentacja kobiet

| - Edna Santini - Paula Ishibashi - Tais Balconi - Haline Scatrut - Raquel Kochhann - Isadora Cerullo |  | - Juliana Esteves dos Santos - Luiza Campos - Júlia Sardá - Beatriz Futuro Muhlbauer - Amanda Araújo - Mariana Barbosa Ramalho |

Reprezentacja Brazylii brała udział w rozgrywkach grupy C turnieju olimpijskiego zajmując w niej 3. miejsce. W dalszej części turnieju brała udział w rozgrywkach o miejsca 9.-12. Ostatecznie została sklasyfikowana na 9. miejscu.
Grupa C
| Drużyna         | M | Mecze | Mecze | Mecze | Punkty | Punkty | Punkty | Pkt |
| Drużyna         | M | W     | R     | P     | +      | –      | +/−    | Pkt |
| --------------- | - | ----- | ----- | ----- | ------ | ------ | ------ | --- |
| Wielka Brytania | 3 | 3     | 0     | 0     | 91     | 3      | 88     | 9   |
| Kanada          | 3 | 2     | 0     | 1     | 83     | 22     | 61     | 7   |
| Brazylia        | 3 | 1     | 0     | 2     | 29     | 77     | −48    | 5   |
| Japonia         | 3 | 0     | 0     | 3     | 10     | 111    | −101   | 3   |

| 6 sierpnia 201612:00 | Wielka Brytania | 29:3 | Brazylia | Deodoro Stadium, Rio de Janeiro |
| 6 sierpnia 201612:00 |                 | 29:3 |          | Deodoro Stadium, Rio de Janeiro |

| 6 sierpnia 201617:30 | Kanada | 38:0 | Brazylia | Deodoro Stadium, Rio de Janeiro |
| 6 sierpnia 201617:30 |        | 38:0 |          | Deodoro Stadium, Rio de Janeiro |

| 7 sierpnia 201612:00 | Brazylia | 26:10 | Japonia | Deodoro Stadium, Rio de Janeiro |
| 7 sierpnia 201612:00 |          | 26:10 |         | Deodoro Stadium, Rio de Janeiro |

Mecze o miejsca 9 – 12
| 7 sierpnia 201618:00 | Brazylia | 24:0 | Kolumbia | Deodoro Stadium, Rio de Janeiro |
| 7 sierpnia 201618:00 |          | 24:0 |          | Deodoro Stadium, Rio de Janeiro |

| 8 sierpnia 201613:00 | Brazylia | 33:5 | Japonia | Deodoro Stadium, Rio de Janeiro |
| 8 sierpnia 201613:00 |          | 33:5 |         | Deodoro Stadium, Rio de Janeiro |

### Siatkówka
Mężczyźni
- Reprezentacja mężczyzn

| - Bruno Rezende - Éder Carbonera - Wallace de Souza - William Arjona - Sérgio Santos - Felipe Luiz Fonteles |  | - Mauricio de Souza - Douglas Souza - Lucas Saatkamp - Evandro Guerra - Ricardo Lucarelli - Mauricio Borges Silva |

| Drużyna  | Konkurencja | Faza grupowa     | Faza grupowa     | Faza grupowa          | Faza grupowa     | Faza grupowa     | Faza grupowa | Ćwierćfinały     | Półfinały        | Finał            | Pozycja | Źródło  |
| Drużyna  | Konkurencja | Przeciwnik Wynik | Przeciwnik Wynik | Przeciwnik Wynik      | Przeciwnik Wynik | Przeciwnik Wynik | Pozycja      | Przeciwnik Wynik | Przeciwnik Wynik | Przeciwnik Wynik | Pozycja | Źródło  |
| -------- | ----------- | ---------------- | ---------------- | --------------------- | ---------------- | ---------------- | ------------ | ---------------- | ---------------- | ---------------- | ------- | ------- |
| Brazylia | mężczyźni   | Meksyk 3:1       | Kanada 3:1       | Stany Zjednoczone 1:3 | Włochy 1:3       | Francja 3:1      | 4.           | Argentyna 3:1    | Rosja 3:0        | Włochy 3:0       | złoto   | [ 162 ] |

Kobiety
- Reprezentacja kobiet

| - Fabiana Claudino - Juciely Cristina Barreto - Danielle Lins - Adenizia da Silva - Thaísa - Jaqueline Carvalho |  | - Gabriela Guimarães - Natália Pereira - Sheilla Castro - Fernanda Garay - Fabíola de Souza - Léia Silva |

| Drużyna  | Konkurencja | Faza grupowa     | Faza grupowa     | Faza grupowa     | Faza grupowa         | Faza grupowa     | Faza grupowa | Ćwierćfinały     | Półfinały        | Finał            | Pozycja | Źródło  |
| Drużyna  | Konkurencja | Przeciwnik Wynik | Przeciwnik Wynik | Przeciwnik Wynik | Przeciwnik Wynik     | Przeciwnik Wynik | Pozycja      | Przeciwnik Wynik | Przeciwnik Wynik | Przeciwnik Wynik | Pozycja | Źródło  |
| -------- | ----------- | ---------------- | ---------------- | ---------------- | -------------------- | ---------------- | ------------ | ---------------- | ---------------- | ---------------- | ------- | ------- |
| Brazylia | kobiety     | Kamerun 3:0      | Argentyna 3:0    | Japonia 3:0      | Korea Południowa 3:0 | Rosja 3:0        | 1.           | Chiny 2:3        | NQ               | NQ               | NQ      | [ 163 ] |

#### Siatkówka plażowa
| Zawodnik                         | Konkurencja | Faza grupowa                                   | Faza grupowa                            | Faza grupowa                               | Pozycja | 1/8                                     | Ćwierćfinały                               | Półfinały                                  | Finał/3.miejsce                              | Finał/3.miejsce | Źródło  |
| Zawodnik                         | Konkurencja | Przeciwnik Wynik                               | Przeciwnik Wynik                        | Przeciwnik Wynik                           | Pozycja | Przeciwnik Wynik                        | Przeciwnik Wynik                           | Przeciwnik Wynik                           | Przeciwnik Wynik                             | Pozycja         | Źródło  |
| -------------------------------- | ----------- | ---------------------------------------------- | --------------------------------------- | ------------------------------------------ | ------- | --------------------------------------- | ------------------------------------------ | ------------------------------------------ | -------------------------------------------- | --------------- | ------- |
| Alison Cerutti Bruno Schmidt     | mężczyźni   | Binstock Schachter 2:0 (21-19, 22-20)          | Doppler Horst 1:2 (21-23, 21-16, 13-15) | Carambula Ranghieri 2:0 (21-19, 21-16)     | 2.      | Gavira Herrera 2:0 (24-22, 21-13)       | Dalhausser Lucena 2:1 (21-14, 12-21, 15-9) | Brouwer Meeuwsen 2:1 (21-17, 21-23, 16-14) | Lupo Nicolai 2:0 (21-19, 21-17)              | złoto           | [ 164 ] |
| Evandro Oliveira Pedro Solberg   | mężczyźni   | Díaz Sergio González 1:2 (22-24, 23-21, 13-15) | Saxton Schalk 1:2 (21-17, 18-21, 14-16) | Samoilovs Šmēdiņš 2:1 (21-16, 20-22, 15-7) | 2.      | Barsuk Liamin 1:2 (21-16, 14-21, 10-15) | NQ                                         | NQ                                         | NQ                                           | NQ              | [ 164 ] |
| Talita Antunes Larissa França    | kobiety     | Birłowa Ukołowa 2:0 (21-14, 21-16)             | Fendrick Sweat 2:0 (21-16, 21-13)       | Brzostek Kołosińska 2:0 (21-10, 21-15)     | 1.      | Borger Büthe 2:0 (21-17, 21-19)         | Heidrich Zumkehr 2:1 (21-23, 27-25, 15-13) | Ludwig Walkenhorst 0:2 (18-21, 12-21)      | Ross Walsh Jennings 1:2 (21-17, 17-21, 9-15) | 4.              | [ 165 ] |
| Ágatha Bednarczuk Bárbara Seixas | kobiety     | Hermannová Sluková 2:1 (19-21, 21-17, 15-11)   | Gallay Klug 2:0 (21-11, 21-17)          | Baquerizo Fernández 0:2 (17-21, 20-22)     | 2.      | Wang Yue Yuan 2:0 (21-12, 21-16)        | Birłowa Ukołowa 2:0 (23-21, 21-16)         | Ross Walsh Jennings 2:0 (22-20, 21-16)     | Ludwig Walkenhorst0 0:2 (18-21, 14-21)       | srebro          | [ 165 ] |

### Skoki do wody
Mężczyźni
| Zawodnik                       | Konkurencja                   | Preeliminacje | Preeliminacje | Półfinał | Półfinał | Finał  | Finał   | Źródło  |
| Zawodnik                       | Konkurencja                   | Punkty        | Miejsce       | Punkty   | Miejsce  | Punkty | Miejsce | Źródło  |
| ------------------------------ | ----------------------------- | ------------- | ------------- | -------- | -------- | ------ | ------- | ------- |
| César Castro                   | trampolina 3 m indywidualnie  | 398,85        | 14.           | 442,45   | 6.       | 436,00 | 9.      | [ 166 ] |
| Hugo Parisi                    | wieża 10 m indywidualnie      | 422,45        | 13.           | 417,15   | 16.      | NQ     | NQ      | [ 167 ] |
| Ian Matos Luiz Outerelo        | trampolina 3 m synchronicznie | N/A           | N/A           | N/A      | N/A      | 332,61 | 8.      | [ 168 ] |
| Hugo Parisi Jackson Rondinelli | wieża 10 m synchronicznie     | N/A           | N/A           | N/A      | N/A      | 368,52 | 8.      | [ 169 ] |

Kobiety
| Zawodniczka                         | Konkurencja                   | Preeliminacje | Preeliminacje | Półfinał | Półfinał | Finał  | Finał   | Źródło  |
| Zawodniczka                         | Konkurencja                   | Punkty        | Miejsce       | Punkty   | Miejsce  | Punkty | Miejsce | Źródło  |
| ----------------------------------- | ----------------------------- | ------------- | ------------- | -------- | -------- | ------ | ------- | ------- |
| Juliana Veloso                      | trampolina 3 m indywidualnie  | 240,90        | 27.           | NQ       | NQ       | NQ     | NQ      | [ 170 ] |
| Ingrid de Oliveira                  | wieża 10 m indywidualnie      | 281,90        | 22.           | NQ       | NQ       | NQ     | NQ      | [ 171 ] |
| Tammy Takagi Juliana Veloso         | trampolina 3 m synchronicznie | N/A           | N/A           | N/A      | N/A      | 258,75 | 8.      | [ 172 ] |
| Ingrid de Oliveira Giovanna Pedroso | wieża 10 m synchronicznie     | N/A           | N/A           | N/A      | N/A      | 280,98 | 8.      | [ 173 ] |

### Strzelectwo
Mężczyźni
| Zawodnik        | Konkurencja                        | Kwalifikacje | Kwalifikacje | Półfinał | Półfinał | Finał | Finał   | Źródło  |
| Zawodnik        | Konkurencja                        | Wynik        | Pozycja      | Wynik    | Pozycja  | Wynik | Pozycja | Źródło  |
| --------------- | ---------------------------------- | ------------ | ------------ | -------- | -------- | ----- | ------- | ------- |
| Júlio Almeida   | pistolet pneumatyczny 10 m         | 577          | 13.          | N/A      | N/A      | NQ    | NQ      | [ 174 ] |
| Júlio Almeida   | pistolet dowolny 50 m              | 542          | 30.          | N/A      | N/A      | NQ    | NQ      | [ 174 ] |
| Emerson Duarte  | pistolet szybkostrzelny 25 m       | 285          | 19.          | N/A      | N/A      | NQ    | NQ      | [ 174 ] |
| Cassio Rippel   | karabin małokalibrowy leżąc        | 621,3        | 26.          | N/A      | N/A      | NQ    | NQ      | [ 174 ] |
| Cassio Rippel   | karabin małokalibrowy trzy pozycje | 1129         | 44.          | N/A      | N/A      | NQ    | NQ      | [ 174 ] |
| Felipe Wu       | pistolet pneumatyczny 10 m         | 580          | 7.           | N/A      | N/A      | 202,1 | srebro  | [ 174 ] |
| Felipe Wu       | pistolet dowolny 50 m              | 533          | 39.          | N/A      | N/A      | NQ    | NQ      | [ 174 ] |
| Renato Portella | skeet                              | 116          | 22.          | NQ       | NQ       | NQ    | NQ      | [ 174 ] |
| Roberto Schmits | trap                               | 115          | 15.          | NQ       | NQ       | NQ    | NQ      | [ 174 ] |

Kobiety
| Zawodnik        | Konkurencja                        | Kwalifikacje | Kwalifikacje | Półfinał | Półfinał | Finał | Finał   | Źródło  |
| Zawodnik        | Konkurencja                        | Wynik        | Pozycja      | Wynik    | Pozycja  | Wynik | Pozycja | Źródło  |
| --------------- | ---------------------------------- | ------------ | ------------ | -------- | -------- | ----- | ------- | ------- |
| Rosane Ewald    | karabin pneumatyczny 10 m          | 396,9        | 50.          | N/A      | N/A      | NQ    | NQ      | [ 175 ] |
| Rosane Ewald    | karabin małokalibrowy trzy pozycje | 550          | 37           | N/A      | N/A      | NQ    | NQ      | [ 175 ] |
| Daniela Carraro | skeet                              | 53           | 21.          | NQ       | NQ       | NQ    | NQ      | [ 175 ] |
| Janice Teixeira | trap                               | 60           | 21.          | NQ       | NQ       | NQ    | NQ      | [ 175 ] |

### Szermierka
Mężczyźni
| Zawodnik                                             | Konkurencja          | 1/32             | 1/16             | 1/8              | Ćwierćfinały           | Półfinały        | Finał/3.miejsce  | Finał/3.miejsce | Źródło  |
| Zawodnik                                             | Konkurencja          | Przeciwnik Wynik | Przeciwnik Wynik | Przeciwnik Wynik | Przeciwnik Wynik       | Przeciwnik Wynik | Przeciwnik Wynik | Pozycja         | Źródło  |
| ---------------------------------------------------- | -------------------- | ---------------- | ---------------- | ---------------- | ---------------------- | ---------------- | ---------------- | --------------- | ------- |
| Renzo Agresta                                        | szabla indywidualnie | N/A              | Bazadze P 3-15   | NQ               | NQ                     | NQ               | NQ               | NQ              | [ 176 ] |
| Henrique Marques                                     | floret indywidualnie | Essam P 8-15     | NQ               | NQ               | NQ                     | NQ               | NQ               | NQ              | [ 177 ] |
| Ghislain Perrier                                     | floret indywidualnie | BYE              | Ma P 14-15       | NQ               | NQ                     | NQ               | NQ               | NQ              | [ 177 ] |
| Guilherme Toldo                                      | floret indywidualnie | Pranz W 15-14    | Ōta W 15-13      | Cheung W 15-10   | Daniele Garozzo P 8-15 | NQ               | NQ               | NQ              | [ 177 ] |
| Henrique Marques Ghislain Perrier Guilherme Toldo    | floret drużynowo     | N/A              | N/A              | N/A              | Włochy · P 27-45       | Chiny · P 41-43  | Egipt · P 39-45  | 8.              | [ 180 ] |
| Nicolas Ferreira                                     | szpada indywidualnie | Limardo P 7-15   | NQ               | NQ               | NQ                     | NQ               | NQ               | NQ              | [ 181 ] |
| Guilherme Melaragno                                  | szpada indywidualnie | Jiao P 13-15     | NQ               | NQ               | NQ                     | NQ               | NQ               | NQ              | [ 181 ] |
| Athos Schwantes                                      | szpada indywidualnie | Beran W 8-6      | Grumier P 7-15   | NQ               | NQ                     | NQ               | NQ               | NQ              | [ 181 ] |
| Nicolas Ferreira Guilherme Melaragno Athos Schwantes | szpada drużynowo     | N/A              | N/A              | N/A              | Wenezuela · P 25-45    | NQ               | NQ               | 9.              | [ 182 ] |

Kobiety
| Zawodnik                                        | Konkurencja          | 1/32                | 1/16                | 1/8                | Ćwierćfinały      | Półfinały        | Finał/3.miejsce  | Finał/3.miejsce | Źródło  |
| Zawodnik                                        | Konkurencja          | Przeciwnik Wynik    | Przeciwnik Wynik    | Przeciwnik Wynik   | Przeciwnik Wynik  | Przeciwnik Wynik | Przeciwnik Wynik | Pozycja         | Źródło  |
| ----------------------------------------------- | -------------------- | ------------------- | ------------------- | ------------------ | ----------------- | ---------------- | ---------------- | --------------- | ------- |
| Rayssa Costa                                    | szpada indywidualnie | Géroudet W 15-13    | Besbes P 8-15       | NQ                 | NQ                | NQ               | NQ               | NQ              | [ 183 ] |
| Amanda Simeão                                   | szpada indywidualnie | Candassamy P 6-15   | NQ                  | NQ                 | NQ                | NQ               | NQ               | NQ              | [ 183 ] |
| Nathalie Moellhausen                            | szpada indywidualnie | BYE                 | Hurley W 15-12      | Candassamy W 15-12 | Rembi P 12-15     | NQ               | NQ               | NQ              | [ 183 ] |
| Rayssa Costa Amanda Simeão Nathalie Moellhausen | szpada drużynowo     | N/A                 | N/A                 | N/A                | Ukraina · P 32-45 | NQ               | NQ               | 9.              | [ 184 ] |
| Bia Bulcão                                      | floret indywidualnie | Călugăreanu W 15-12 | Dierigłazowa P 6-15 | NQ                 | NQ                | NQ               | NQ               | NQ              | [ 185 ] |
| Taís Rochel                                     | floret indywidualnie | Al-Omair W 15-0     | Szanajewa P 13-15   | NQ                 | NQ                | NQ               | NQ               | NQ              | [ 185 ] |
| Marta Baeza                                     | szabla indywidualnie | Jóźwiak P 2-4       | NQ                  | NQ                 | NQ                | NQ               | NQ               | NQ              | [ 186 ] |

### Taekwondo
Kobiety
| Zawodnik          | Konkurencja | 1/8              | Ćwierćfinał      | Półfinał         | Repesaż          | Finał/3.miejsce  | Finał/3.miejsce | Źródło  |
| Zawodnik          | Konkurencja | Przeciwnik Wynik | Przeciwnik Wynik | Przeciwnik Wynik | Przeciwnik Wynik | Przeciwnik Wynik | Pozycja         | Źródło  |
| ----------------- | ----------- | ---------------- | ---------------- | ---------------- | ---------------- | ---------------- | --------------- | ------- |
| Iris Sing         | -49 kg      | Kilday W 7-5     | Manjarrez P 4-14 | NQ               | NQ               | NQ               | NQ              | [ 187 ] |
| Júlia Vasconcelos | -57 kg      | Mikkonen P 9-10  | NQ               | NQ               | NQ               | NQ               | NQ              | [ 188 ] |

Mężczyźni
| Zawodnik          | Konkurencja | 1/8              | Ćwierćfinał      | Półfinał         | Repesaż          | Finał/3.miejsce  | Finał/3.miejsce | Źródło  |
| Zawodnik          | Konkurencja | Przeciwnik Wynik | Przeciwnik Wynik | Przeciwnik Wynik | Przeciwnik Wynik | Przeciwnik Wynik | Pozycja         | Źródło  |
| ----------------- | ----------- | ---------------- | ---------------- | ---------------- | ---------------- | ---------------- | --------------- | ------- |
| Venilton Teixeira | −58 kg      | Atias W 16-2     | Navarro P 5-8    | NQ               | NQ               | NQ               | NQ              | [ 189 ] |
| Maicon Andrade    | +80 kg      | Lambdin W 9-7    | Issoufou P 1-6   | NQ               | N’Diaye W 5-2    | Cho W 5-4        | brąz            | [ 190 ] |

### Tenis stołowy
| Zawodnik                                      | Konkurencja           | Eliminacje       | Runda 1          | Runda 2          | Runda 3          | 1/8 finału               | Ćwierćfinały     | Półfinały        | Finał            | Finał   | Źródło  |
| Zawodnik                                      | Konkurencja           | Przeciwnik Wynik | Przeciwnik Wynik | Przeciwnik Wynik | Przeciwnik Wynik | Przeciwnik Wynik         | Przeciwnik Wynik | Przeciwnik Wynik | Przeciwnik Wynik | Pozycja | Źródło  |
| --------------------------------------------- | --------------------- | ---------------- | ---------------- | ---------------- | ---------------- | ------------------------ | ---------------- | ---------------- | ---------------- | ------- | ------- |
| Hugo Calderano                                | gra pojedyncza (m)    | BYE              | Pereira W 4-0    | Gerell W 4-1     | Tang W4-2        | Mizutani P 2-4           | NQ               | NQ               | NQ               | NQ      | [ 191 ] |
| Gustavo Tsuboi                                | gra pojedyncza (m)    | BYE              | Wang P 0-4       | NQ               | NQ               | NQ                       | NQ               | NQ               | NQ               | NQ      | [ 191 ] |
| Hugo Calderano Cazuo Matsumoto Gustavo Tsuboi | turniej drużynowy (m) | N/A              | N/A              | N/A              | N/A              | Korea Południowa · P 0-3 | NQ               | NQ               | NQ               | NQ      | [ 191 ] |
| Caroline Kumahara                             | gra pojedyncza (k)    | Tapper W 4-2     | Ni P 3-4         | NQ               | NQ               | NQ                       | NQ               | NQ               | NQ               | NQ      | [ 192 ] |
| Lin Gui                                       | gra pojedyncza (k)    | BYE              | Dvorak W 4-2     | Samara P 0-4     | NQ               | NQ                       | NQ               | NQ               | NQ               | NQ      | [ 192 ] |
| Caroline Kumahara Lin Gui Bruna Takahashi     | turniej drużynowy (k) | N/A              | N/A              | N/A              | N/A              | Chiny · P 0-3            | NQ               | NQ               | NQ               | NQ      | [ 192 ] |

### Tenis ziemny
| Zawodnik                                 | Konkurencja | 1/32                      | 1/16                                        | 1/8                                 | Ćwierćfinały                       | Półfinały        | Finał            | Finał   | Źródło  |
| Zawodnik                                 | Konkurencja | Przeciwnik Wynik          | Przeciwnik Wynik                            | Przeciwnik Wynik                    | Przeciwnik Wynik                   | Przeciwnik Wynik | Przeciwnik Wynik | Pozycja | Źródło  |
| ---------------------------------------- | ----------- | ------------------------- | ------------------------------------------- | ----------------------------------- | ---------------------------------- | ---------------- | ---------------- | ------- | ------- |
| Thomaz Bellucci                          | singel (m)  | Brown W krecz (4:6, 5:4)  | Cuevas W 2-1 (6:2, 4:6, 6:3)                | Goffin W 2-0 (7:6, 6:4)             | Nadal P 1-2 (6:2, 4:6, 2:6)        | NQ               | NQ               | NQ      | [ 193 ] |
| Rogério Dutra Silva                      | singel (m)  | Fabbiano W 2-0 (7:6, 6:1) | Monfils P 0-2 (2:6, 4:6)                    | NQ                                  | NQ                                 | NQ               | NQ               | NQ      | [ 193 ] |
| Thomaz Bellucci André Sá                 | debel (m)   | N/A                       | A.Murray J.Murray W 2-0 (7:6, 7:6)          | Fognini Seppi P 1-2 (7:5, 5:7, 3:6) | NQ                                 | NQ               | NQ               | NQ      | [ 194 ] |
| Marcelo Melo Bruno Soares                | debel (m)   | N/A                       | Sa.Ratiwatana So.Ratiwatana W2-0 (6:0, 7:6) | Đoković Zimonjić W 2-0 (6:4, 6:4)   | Mergea Tecău P 1-2 (4:6, 7:5, 2:6) | NQ               | NQ               | NQ      | [ 194 ] |
| Teliana Pereira                          | singel (k)  | Garcia P 0-2 (1:6, 2:6)   | NQ                                          | NQ                                  | NQ                                 | NQ               | NQ               | NQ      | [ 195 ] |
| Paula Cristina Gonçalves Teliana Pereira | debel       | N/A                       | Muguruza Navarro P 0-2 (6:7, 2:6)           | NQ                                  | NQ                                 | NQ               | NQ               | NQ      | [ 196 ] |
| Teliana Pereira Marcelo Melo             | mikst       | N/A                       | N/A                                         | Garcia Mahut W 2-0 (7:6, 7:6)       | Mattek-Sands Sock P 0-2 (4:6, 4:6) | NQ               | NQ               | NQ      | [ 197 ] |

### Triathlon
| Zawodnik         | Konkurencja | Pływanie (1,5 km) | Zmiana 1 | Jazda na rowerze (40 km) | Zmiana 2 | Bieg (10 km) | Czas    | Pozycja | Źródło  |
| ---------------- | ----------- | ----------------- | -------- | ------------------------ | -------- | ------------ | ------- | ------- | ------- |
| Pâmella Oliveira | kobiety     | 19:04             | 0:56     | 1:04:43                  | 0:40     | 38:40        | 2:04:03 | 40.     | [ 198 ] |
| Diogo Sclebin    | mężczyźni   | 18:20             | 0:49     | 59:29                    | 0:40     | 33:14        | 1:52:32 | 41.     | [ 199 ] |

### Wioślarstwo
| Zawodnik                        | Konkurencja | Eliminacje | Eliminacje | Repesaż | Repesaż | Półfinały | Półfinały       | Finał   | Finał      | Miejsce | Źródło  |
| Zawodnik                        | Konkurencja | Czas       | M.         | Czas    | M.      | Czas      | M.              | Czas    | M.         | Miejsce | Źródło  |
| ------------------------------- | ----------- | ---------- | ---------- | ------- | ------- | --------- | --------------- | ------- | ---------- | ------- | ------- |
| Willian Giaretton Xavier Vela   | LM2x        | 6:31,13    | 5.         | 7:11,20 | 5.      | 7:27,34   | 1. Półfinał C/D | 6:44,80 | 2. Finał C | 14.     | [ 200 ] |
| Vanessa Cozzi Fernanda Ferreira | LW2x        | 7:20,79    | 3.         | 8:15,53 | 5.      | 8:14,06   | 2. Półfinał C/D | 7:44,78 | 3. Finał C | 15.     | [ 201 ] |

### Zapasy
Mężczyźni – styl klasyczny
| Zawodnik           | Konkurencja | Kwalifikacje     | 1/8              | Ćwierćfinał      | Półfinał         | Repesaż 1        | Finał/ 3.miejsce | Finał/ 3.miejsce | Źródło  |
| Zawodnik           | Konkurencja | Przeciwnik Wynik | Przeciwnik Wynik | Przeciwnik Wynik | Przeciwnik Wynik | Przeciwnik Wynik | Przeciwnik Wynik | Pozycja          | Źródło  |
| ------------------ | ----------- | ---------------- | ---------------- | ---------------- | ---------------- | ---------------- | ---------------- | ---------------- | ------- |
| Eduard Soghomonyan | −130 kg     | Kadżaia P 0-4    | NQ               | NQ               | NQ               | NQ               | NQ               | NQ               | [ 202 ] |

Kobiety – styl wolny
| Zawodniczka       | Konkurencja | Kwalifikacje     | 1/8              | Ćwierćfinał      | Półfinał         | Repesaż 1        | Repesaż 2        | Finał/3.miejsce  | Finał/3.miejsce | Źródło  |
| Zawodniczka       | Konkurencja | Przeciwnik Wynik | Przeciwnik Wynik | Przeciwnik Wynik | Przeciwnik Wynik | Przeciwnik Wynik | Przeciwnik Wynik | Przeciwnik Wynik | Pozycja         | Źródło  |
| ----------------- | ----------- | ---------------- | ---------------- | ---------------- | ---------------- | ---------------- | ---------------- | ---------------- | --------------- | ------- |
| Joice da Silva    | −58 kg      | BYE              | Tynybekowa P 1-3 | NQ               | NQ               | NQ               | NQ               | NQ               | NQ              | [ 203 ] |
| Laís Nunes        | −63 kg      | Şahin P 0-5      | NQ               | NQ               | NQ               | NQ               | NQ               | NQ               | NQ              | [ 204 ] |
| Gilda de Oliveira | −69 kg      | BYE              | Kratysz W 3-1    | Mostafa P 0-5    | NQ               | NQ               | NQ               | NQ               | NQ              | [ 205 ] |
| Aline Ferreira    | −75 kg      | BYE              | Watari W 3-1     | Bukina P 1-3     | NQ               | NQ               | NQ               | NQ               | NQ              | [ 206 ] |

### Żeglarstwo
Kobiety
| Zawodnik                        | Konkurencja  | Wyścig | Wyścig | Wyścig | Wyścig | Wyścig | Wyścig | Wyścig | Wyścig | Wyścig | Wyścig | Wyścig | Wyścig | Wyścig | Punkty | Finałowa pozycja | Źródło  |
| Zawodnik                        | Konkurencja  | 1      | 2      | 3      | 4      | 5      | 6      | 7      | 8      | 9      | 10     | 11     | 12     | M*     | Punkty | Finałowa pozycja | Źródło  |
| ------------------------------- | ------------ | ------ | ------ | ------ | ------ | ------ | ------ | ------ | ------ | ------ | ------ | ------ | ------ | ------ | ------ | ---------------- | ------- |
| Patrícia Freitas                | RS:X         | 6      | 8      | 4      | 2      | 13     | 16     | 10     | 1      | 3      | 8      | 8      | 9      | 8      | 80     | 8.               | [ 207 ] |
| Fernanda Decnop                 | Laser Radial | 14     | 19     | 21     | 19     | 28     | 26     | 16     | 23     | 8      | 18     | N/A    | N/A    | NQ     | 163    | 24.              | [ 208 ] |
| Ana Barbachan Fernanda Oliveira | 470          | 5      | 5      | 13     | 10     | 2      | 21     | 9      | 6      | 13     | 5      | N/A    | N/A    | 8      | 76     | 8.               | [ 209 ] |
| Martine Grael Kahena Kunze      | 49erFX       | 9      | 1      | 1      | 10     | 2      | 6      | 3      | 3      | 11     | 2      | 7      | 2      | 1      | 48     | złoto            | [ 210 ] |

Mężczyźni
| Zawodnik                      | Konkurencja | Wyścig | Wyścig | Wyścig | Wyścig | Wyścig | Wyścig | Wyścig | Wyścig | Wyścig | Wyścig | Wyścig | Wyścig | Wyścig | Punkty | Finałowa pozycja | Źródło  |
| Zawodnik                      | Konkurencja | 1      | 2      | 3      | 4      | 5      | 6      | 7      | 8      | 9      | 10     | 11     | 12     | M*     | Punkty | Finałowa pozycja | Źródło  |
| ----------------------------- | ----------- | ------ | ------ | ------ | ------ | ------ | ------ | ------ | ------ | ------ | ------ | ------ | ------ | ------ | ------ | ---------------- | ------- |
| Ricardo Santos                | RS:X        | 6      | 9      | 7      | 3      | 16     | 30     | 21     | 9      | 9      | 6      | 9      | 11     | 12     | 118    | 7.               | [ 211 ] |
| Robert Scheidt                | Laser       | 23     | 1      | 27     | 4      | 11     | 2      | 4      | 5      | 26     | 11     | N/A    | N/A    | 1      | 89     | 4.               | [ 212 ] |
| Jorge Zarif                   | Finn        | 4      | 8      | 11     | 22     | 2      | 19     | 2      | 13     | 15     | 9      | N/A    | N/A    | 3      | 87     | 4.               | [ 213 ] |
| Bruno Bethlem Henrique Haddad | 470         | 19     | 23     | 25     | 17     | 22     | 27     | 9      | 11     | 14     | 27     | N/A    | N/A    | NQ     | 167    | 23.              | [ 214 ] |
| Gabriel Borges Marco Grael    | 49er        | 10     | 11     | 8      | 7      | 19     | 7      | 11     | 17     | 10     | 8      | 5      | 6      | NQ     | 109    | 11.              | [ 215 ] |

Open
| Zawodnik                    | Konkurencja | Wyścig | Wyścig | Wyścig | Wyścig | Wyścig | Wyścig | Wyścig | Wyścig | Wyścig | Wyścig | Wyścig | Wyścig | Wyścig | Punkty | Finałowa pozycja | Źródło  |
| Zawodnik                    | Konkurencja | 1      | 2      | 3      | 4      | 5      | 6      | 7      | 8      | 9      | 10     | 11     | 12     | M*     | Punkty | Finałowa pozycja | Źródło  |
| --------------------------- | ----------- | ------ | ------ | ------ | ------ | ------ | ------ | ------ | ------ | ------ | ------ | ------ | ------ | ------ | ------ | ---------------- | ------- |
| Samuel Albrecht Isabel Swan | Nacra 17    | 17     | 1      | 18     | 9      | 2      | 16     | 12     | 4      | 19     | 7      | 8      | 8      | 8      | 117    | 10.              | [ 216 ] |

M = Wyścig medalowy